# Олика
Оли́ка — місто в Україні, адміністративний центр Олицької міської територіальної громади Луцького району Волинської області. Уперше згадується в Іпатіївському літописі під 1149 роком. Внесено до Списку історичних населених місць України. Статус міста з 2025 року.

## Етимологія (походження) назви
За однією з версій назва міста походить від давньоруського «оуличка» — «вуличка», яке з часом трансформувалося в «Олика». Перша версія ґрунтується на випадковому співзвуччі і до реальної етимології не належить жодним чином. так само, як і виведення назви від вільхи або тюркського слова «алока». Річка ж, на берегах якої розташувалася Олика, на всіх картах XVIII—XX ст. має одну й ту ж назву — Осенище. Жодних підстав вважати, що в давнину вона називалася інакше, немає.
Слово вулик (діал. ву́лій, у́лій, ву́лень, рідко у́лик) за походженням споріднене з «вулиця»: воно виводиться від прасл. *ulьjь, і далі від пра-і.є. *aul-, звідки й лит. aulys, латис. aūlis, лат. alvus («вулик»). Первісним значенням, очевидно, було «порожнина», оскільки на це вказують споріднені лит. aūlas («халява»), прусськ. aulis («великогомілкова кістка»), грец. αὐλός («дудка», «авлос»).

Вперше назва містечка зустрічається в старовинному Іпатіївському літописі у 1149 році: 
| | \| А на другий день виступив Ізяслав із Володимира і звідти рушив до Луцька, а прийшовши до Луцька, він пробув тут три дні. І тут Болеслав оперезав мечем багатьох боярських синів. А в той час прийшли в [город] Пересопницю два Юрійовичі, Ростислав і Андрій, і підмога Володимирова з Галича. Сам же Володимир Володаревич приступив був ближче до города Шумська, і убоялися ляхи й угри. І Юрій прибув до брата Вячеслава в Пересопницю. І прийшла Ізяславу вість, що Юрій прибув до брата свого Вячеслава в Пересопницю. А Ізяслав розповів про це уграм, і Болеславу, і брату його Індрихові, і тоді рушили вони полками своїми од Луцька, і, пішовши, стали коло города Чемерина на ріці Оличі. У той же час прийшла вість Болеславу і брату його Індрихові од брата Мешка, що йдуть прусси на землю їхню. Болеслав же й Індрих розповіли про це Ізяславу, а Ізяславу було це вельми не до вподоби. Нарадився він з Болеславом, і з Індрихом, і з уграми, щоб ото послати їм мужів своїх до Вячеслава і до Юрія, а угри — од короля своїх мужів, кажучи: «Ви нам єсте замість отця.Та ось нині ви обидва завели єсте війну зі своїм братом і сином Ізяславом. А ми єсмо в бозі усі християни, одне браття між собою, і нам належить усім бути разом. І ми межи вами того хочемо, аби бог дав вам, щоб уладились ви зі своїм братом і сином Ізяславом. Хай би ви сиділи оба в Києві, самі собі відаючи, кому з вас куди йти. А Ізяславу — ось його Володимир, готов, а се його Луцьк. І скільки його городів — хай він сидить у сьому. А туди, до Новгорода Великого, хай поверне Юрій данини їх усі». Вячеслав же і Юрій так сказали: «Бог поможи зятю нашому королеві, і братові нашому Болеславу, і синові нашому Індрихові, що ви межи нами добра хочете. Але якщо ж ви нам велите миритися, то не стійте на нашій землі і добра нашого, ні сіл наших не губіте. Але нехай Ізяслав піде у свій Володимир, а ви в свою землю підіте. А ми обидва зі своїм братом і сином Ізяславом самі порозуміємось». \| |
| А на другий день виступив Ізяслав із Володимира і звідти рушив до Луцька, а прийшовши до Луцька, він пробув тут три дні. І тут Болеслав оперезав мечем багатьох боярських синів. А в той час прийшли в [город] Пересопницю два Юрійовичі, Ростислав і Андрій, і підмога Володимирова з Галича. Сам же Володимир Володаревич приступив був ближче до города Шумська, і убоялися ляхи й угри. І Юрій прибув до брата Вячеслава в Пересопницю. І прийшла Ізяславу вість, що Юрій прибув до брата свого Вячеслава в Пересопницю. А Ізяслав розповів про це уграм, і Болеславу, і брату його Індрихові, і тоді рушили вони полками своїми од Луцька, і, пішовши, стали коло города Чемерина на ріці Оличі. У той же час прийшла вість Болеславу і брату його Індрихові од брата Мешка, що йдуть прусси на землю їхню. Болеслав же й Індрих розповіли про це Ізяславу, а Ізяславу було це вельми не до вподоби. Нарадився він з Болеславом, і з Індрихом, і з уграми, щоб ото послати їм мужів своїх до Вячеслава і до Юрія, а угри — од короля своїх мужів, кажучи: «Ви нам єсте замість отця.Та ось нині ви обидва завели єсте війну зі своїм братом і сином Ізяславом. А ми єсмо в бозі усі християни, одне браття між собою, і нам належить усім бути разом. І ми межи вами того хочемо, аби бог дав вам, щоб уладились ви зі своїм братом і сином Ізяславом. Хай би ви сиділи оба в Києві, самі собі відаючи, кому з вас куди йти. А Ізяславу — ось його Володимир, готов, а се його Луцьк. І скільки його городів — хай він сидить у сьому. А туди, до Новгорода Великого, хай поверне Юрій данини їх усі». Вячеслав же і Юрій так сказали: «Бог поможи зятю нашому королеві, і братові нашому Болеславу, і синові нашому Індрихові, що ви межи нами добра хочете. Але якщо ж ви нам велите миритися, то не стійте на нашій землі і добра нашого, ні сіл наших не губіте. Але нехай Ізяслав піде у свій Володимир, а ви в свою землю підіте. А ми обидва зі своїм братом і сином Ізяславом самі порозуміємось». | |

Цілком можливо, що назва «Олика» походить від імені «Олівер» та його скороченої форми, що звучить як «Оліка»:
|                                        | \| Olivér - Oliver (Oli, Olika, Olácska). \| |
| Olivér - Oliver (Oli, Olika, Olácska). |                                              |

#### Українські чемериси: «олик марі» і «Олика», «Чемерин» і «чемериси»
Чемериси-марійці дійсно втекли від московсько-ординського гніту до Речі Посполитої — через Литву (Білорусь) на Волинь і Поділля (Україна), але було це набагато пізніше (1527 року), ніж оповідає літопис, і втікали здебільше «гірські чемериси». Деякі інші етноніми (точно або можливо) пов'язані з «чемерисами» також: Чемериси-Барські, Чемерпіль, Чемеринці, тощо, але більшість з них з'явились саме після 1527 року. Можливо, це хибна версія, і «Цемерін» (як наприкд польський «Цемерув») походить від «цемра» (бел.) — «темрява», «пітьма», «темнота», або іншого слов'янського слова.
Пізніше марійці брали активну участь у Хмельниччині — більшість із них стала на бік повстанців, навіть утворивши у козацькому війську окремі кавалерійські підрозділи. Відомо також про входження марійців до війська Петра Дорошенка. На думку Ярослава Дашкевича, від чемерисів походить назва українського верхнього чоловічого одягу для верхової їзди — чемерка або чумарка, чимерка, а чемериська вишивка впливала на українську подільську. Про тісний зв'язок марійського й українського народів свідчить і те, що саме українець, архієпископ Веніамін Пуцек-Григорович, був творцем першої марійської граматики (1775 рік). Також, наприклад, ім'я Чемерис (роль виконав актор Анджей Печинський) мав персонаж фільму Єжи Гофмана «Вогнем і мечем», карлик, партнер відьми-чаклунки Горпини (Руслана Писанка), що знову ж таки відсилає до марійців втікачів у Речі Посполитій.

#### Угорське коріння у прізвищах Олики
Одне з досить поширених у містечку Олика прізвищ «Жовтянський» (пол. «Żółtański» — «Жувтянскі»), швидше за все, походить не від слова-назви кольору «жовтий», а від імені Золтан, що не є популярним у сучасній Україні чи Польщі, де живуть основні носії прізвища, але Золтан — дуже популярне ім'я в Угорщині, хоча саме Аттіла — найпопулярніше ім'я.
| | \| Золтан, Зольта, Зультан - давньоугорське особисте чоловіче ім'я семітського чи арабського походження, воно походить від арабського слова "султан]", "szoltan", тобто "правитель", князь, тобто в давньо-угорській мові звук sz, як і раніше, позначався буквою z, а пізніше він вимовлявся з z залежно від стилю письма. Жіночі варіанти: Золтана, Султана. Ім'я було рідким в епоху Арпада аж до 14 століття, далеко не кожен міг мати таке "шляхетне" ім'я, але його знов "ввели в моду" на початку 19 століття. У 1990-х це було дуже поширене ім'я, у 2000-х серед найпоширеніших чоловічих імен Угорщини. \| |
| Золтан, Зольта, Зультан - давньоугорське особисте чоловіче ім'я семітського чи арабського походження, воно походить від арабського слова "султан]", "szoltan", тобто "правитель", князь, тобто в давньо-угорській мові звук sz, як і раніше, позначався буквою z, а пізніше він вимовлявся з z залежно від стилю письма. Жіночі варіанти: Золтана, Султана. Ім'я було рідким в епоху Арпада аж до 14 століття, далеко не кожен міг мати таке "шляхетне" ім'я, але його знов "ввели в моду" на початку 19 століття. У 1990-х це було дуже поширене ім'я, у 2000-х серед найпоширеніших чоловічих імен Угорщини. | |

| | \| Золтан (також Золтан, угор. Zoltán) — одне з найпоширеніших угорських чоловічих імен. Форми та споріднені назви: Золті, Жолт, Золт, Солт. У 2009 році серед усього населення Угорщини 210 197 чоловіків носили ім'я Золтан (5-те за популярністю). Однак серед новонароджених хлопчиків як ім'я Золтан зайняло лише 20 місце, що говорить про зниження його колишньої популярності в останні роки. Золтани традиційно святкують іменини 8 березня та 23 червня в Угорщині та 7 квітня у Словаччині (де етнічні угорці складають близько 10% населення). Рідше зустрічається жіночий варіант імені - Золтана. Ім'я Золтан має семітське походження (араб. سلطان‎ sulṭān — султан, правитель) і походить від арамейців. שולטנא šulṭānā — це сила. Назва долгое время вживалося в кількох фонетичних варіантах. Першим відомим угорцем - носієм цього імені був князь Жолт (896-948). Носіями цього імені також були і визнаються багато відомих угорців з різних країн:Золтане Давай, Золтан Халмай, Золтан Ріблі, Золтан Фабрі, Золтан Фаркаш, Золтан Дані, Золтан Гера, тощо. \| |
| Золтан (також Золтан, угор. Zoltán) — одне з найпоширеніших угорських чоловічих імен. Форми та споріднені назви: Золті, Жолт, Золт, Солт. У 2009 році серед усього населення Угорщини 210 197 чоловіків носили ім'я Золтан (5-те за популярністю). Однак серед новонароджених хлопчиків як ім'я Золтан зайняло лише 20 місце, що говорить про зниження його колишньої популярності в останні роки. Золтани традиційно святкують іменини 8 березня та 23 червня в Угорщині та 7 квітня у Словаччині (де етнічні угорці складають близько 10% населення). Рідше зустрічається жіночий варіант імені - Золтана. Ім'я Золтан має семітське походження (араб. سلطان‎ sulṭān — султан, правитель) і походить від арамейців. שולטנא šulṭānā — це сила. Назва долгое время вживалося в кількох фонетичних варіантах. Першим відомим угорцем - носієм цього імені був князь Жолт (896-948). Носіями цього імені також були і визнаються багато відомих угорців з різних країн:Золтане Давай, Золтан Халмай, Золтан Ріблі, Золтан Фабрі, Золтан Фаркаш, Золтан Дані, Золтан Гера, тощо. | |

| | \| W latach 1730 — 1745 przybyli do Zamościa następujący mistrzowie: ks. Józef Paweł łiosiecki (analogia); ks. Antoni Stanisław Górski (analogia); Borowski (analogia); ks. Jozet Węgier (ortograBa) ; ks. Adam Lubecki (Blozolia); ks. Jakób Arolerski (poezya); ks. Micłiał z ilazów Duńczewski, brat Stanisława (analogia); Żółtański (analogia); Paweł Rzechowski (analogia); ks. Józef Langiewicz (analogia); Solecki, wysłany do Ołyki (analogia); ks. Józef Wierzbowski (otrzymał zaraz beneficyura i nie wykładał); ks. Baltazar Dulewski (logika); ks. Klemens Kanty Podziomkiewicz (retoryka): ks. Melchior Jan Kochnowski (poezya); ks. Józef Moszyński (analogia); ks. Tomasz Karwosiecki (analogia); ks. Józef Sikorski (poezya); ks. Dominik Rydulski (analogia); [Dwaj ostatni nauczali w Ołyce w latach 1743— 1747] i wreszcie O. Stanisław Słowacki, franciszkanin (teologia). Później, mianowicie po reformie Laskarysa, objęh oni wyższe katedry. (Ks. Wadowski, str. 53 — 58)....Ołyka \| |
| W latach 1730 — 1745 przybyli do Zamościa następujący mistrzowie: ks. Józef Paweł łiosiecki (analogia); ks. Antoni Stanisław Górski (analogia); Borowski (analogia); ks. Jozet Węgier (ortograBa) ; ks. Adam Lubecki (Blozolia); ks. Jakób Arolerski (poezya); ks. Micłiał z ilazów Duńczewski, brat Stanisława (analogia); Żółtański (analogia); Paweł Rzechowski (analogia); ks. Józef Langiewicz (analogia); Solecki, wysłany do Ołyki (analogia); ks. Józef Wierzbowski (otrzymał zaraz beneficyura i nie wykładał); ks. Baltazar Dulewski (logika); ks. Klemens Kanty Podziomkiewicz (retoryka): ks. Melchior Jan Kochnowski (poezya); ks. Józef Moszyński (analogia); ks. Tomasz Karwosiecki (analogia); ks. Józef Sikorski (poezya); ks. Dominik Rydulski (analogia); [Dwaj ostatni nauczali w Ołyce w latach 1743— 1747] i wreszcie O. Stanisław Słowacki, franciszkanin (teologia). Później, mianowicie po reformie Laskarysa, objęh oni wyższe katedry. (Ks. Wadowski, str. 53 — 58)....Ołyka | |

| | \| Для автора така ситуація з рівненським Собором є, принаймні, дивною: такий злет для М.Червінського, і таке падіння. Маю таку робочу гіпотезу. Свого часу з’ясував з клірових книг у фондах Державного архіву Рівненської області, що тоді у Соборі першою особою був отець Віталій – «великорос», який до того ж був переведений сюди з Поволжя. Цілком імовірно, він міг важко сприймати підлеглого, якщо йому стали відомі слова автора рукопису щодо справжнього відношення оличан до “москалів”. Та й організаційних здібностей у М. Червінського могло бути більше, ніж у його “шефа”, адже це він став організатором на нинішньому Залісочі (тоді – передмісті Олики) «справжньої» місцевої школи, яка стала в першій половині XX ст. „Могилянкою” для дітей половини нинішнього Ківерцівського району та прилеглої частини Рівненської області. Робилось це за активної участі парафіян, про що свідчить ще одна копія з церковного архіву – так званий «Приговор» від 17 листопада 1896 р.... До речі, внизу сторінки серед підписів парафіян – підпис прадіда автора: Панас (Афанасій) Жо(у)втянський. Як і личить «Могилянці», з того часу є на Залісочі, на найвищій частині старовинних оборонних валів своя «Бурса», де колись жили діти з далеких сіл. Пізніше ця школа поділилась за місцем початкової дислокації на власне Залісочівську (тоді – майже строго навпроти добре відомої Луцької брами) та на Олицьку – у нинішньому «с.м.т»... \| |
| Для автора така ситуація з рівненським Собором є, принаймні, дивною: такий злет для М.Червінського, і таке падіння. Маю таку робочу гіпотезу. Свого часу з’ясував з клірових книг у фондах Державного архіву Рівненської області, що тоді у Соборі першою особою був отець Віталій – «великорос», який до того ж був переведений сюди з Поволжя. Цілком імовірно, він міг важко сприймати підлеглого, якщо йому стали відомі слова автора рукопису щодо справжнього відношення оличан до “москалів”. Та й організаційних здібностей у М. Червінського могло бути більше, ніж у його “шефа”, адже це він став організатором на нинішньому Залісочі (тоді – передмісті Олики) «справжньої» місцевої школи, яка стала в першій половині XX ст. „Могилянкою” для дітей половини нинішнього Ківерцівського району та прилеглої частини Рівненської області. Робилось це за активної участі парафіян, про що свідчить ще одна копія з церковного архіву – так званий «Приговор» від 17 листопада 1896 р.... До речі, внизу сторінки серед підписів парафіян – підпис прадіда автора: Панас (Афанасій) Жо(у)втянський. Як і личить «Могилянці», з того часу є на Залісочі, на найвищій частині старовинних оборонних валів своя «Бурса», де колись жили діти з далеких сіл. Пізніше ця школа поділилась за місцем початкової дислокації на власне Залісочівську (тоді – майже строго навпроти добре відомої Луцької брами) та на Олицьку – у нинішньому «с.м.т»... | |

### «Шведська» версія
Сьома версія — у шведській мові є слово «olika» (olik, ola…), що означає «різні», «неподібні», «неоднакові»:
| | \| Adjective olik unlike, different, dissimilar Etymology: From Old Norse úlíkr, from Proto-Germanic ungalīkaz; surface analysis: o- +‎ lik. Compare English unlike, Dutch ongelijk, Faroese ólíkur, German ungleich, Norwegian Bokmål ulik. \| |
| Adjective olik unlike, different, dissimilar Etymology: From Old Norse úlíkr, from Proto-Germanic ungalīkaz; surface analysis: o- +‎ lik. Compare English unlike, Dutch ongelijk, Faroese ólíkur, German ungleich, Norwegian Bokmål ulik. | |

Шведська мова не є близькою до фіно-угорських мов, але є другою мовою (сусідньою разом із фінською мовою) у Фінляндії. Саме слово при цьому, як видно, є у більшості германських мов, бо має давньоскандинавське походження.

### Повтори назви
- Оли(і)ка —це невелике поселення в міському муніципалітеті Копер у прибережному регіоні Словенії поблизу кордону з Хорватією.[18]

## Географія

### Розташування і фізична географія

План Олики

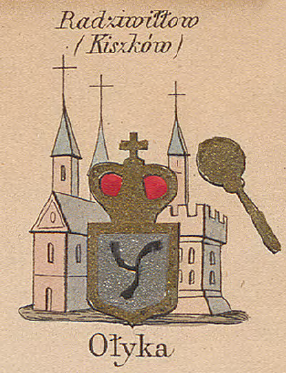
Олика на мапі Зигмунда Герстмана

Селище Олика розташоване на південному сході Ківерцівського району, який розміщений в південно-східній частині Волинської області на північному заході України. Олика розташована на перетині доріг з Рівного, Дубна та Луцька. У селі річка Осинище впадає у Путилівку.
За геоморфологічним поділом Волинської області Олика знаходиться на Волинській ерозійній височині в межах Луцького приполіського лесового пагорбкуватого району. Його абсолютні висоти в середньому перевищують 250 м над рівнем моря, і є помітним вплив древнього зледеніння на форми його рельєфу.
Північна межа цього району дуже виразна і проходить по лінії дороги Володимир-Волинський — Луцьк — Олика. Західна та східна границі також є чіткими і проходять відповідно по ріках Осинище і Путилівці. На південний схід від селища розташоване заповідне урочище «Божетарня і Культура».
Через Олику проходить умовна лінія розмежування Поліської низовини і Волинської височини.
Координати селища 50°43′14″ пн. ш. 25°49′00″ сх. д. Площа Олики 4,91 км².

### Клімат
Клімат Олики помірно-континентальний, з м'якою зимою і теплим літом. Середньорічна температура повітря становить 7,4 °С, найнижча вона у січні (мінус 4,9 °С), найвища — в липні (18,0 °С).
У середньому за рік в Олиці випадає 560 мм атмосферних опадів, найменше — у березні, найбільше — в липні. Щороку утворюється сніговий покрив. Відносна вологість повітря в середньому за рік становить 78 %, найменша вона у травні (64 %), найбільша — у грудні (89 %).
Найменша хмарність спостерігається в серпні, найбільша — в грудні. Найбільшу повторюваність у місті мають вітри із заходу, найменшу — з північного сходу. Найбільша швидкість вітру — у листопаді, найменша — влітку. У січні вона в середньому становить 4,1 м/с, у липні — 2,8 м/с.
Спостереження за погодою веде метеостанція в Луцьку.
| Клімат Олики                                              | Клімат Олики | Клімат Олики | Клімат Олики | Клімат Олики | Клімат Олики | Клімат Олики | Клімат Олики | Клімат Олики | Клімат Олики | Клімат Олики | Клімат Олики | Клімат Олики | Клімат Олики |
| Показник                                                  | Січ.         | Лют.         | Бер.         | Квіт.        | Трав.        | Черв.        | Лип.         | Серп.        | Вер.         | Жовт.        | Лист.        | Груд.        | Рік          |
| Середній максимум, °C                                     | −2           | −1           | 3            | 11           | 18           | 20           | 22           | 22           | 17           | 11           | 4            | 0            | 10           |
| Середня температура, °C                                   | −4,9         | −3,5         | 0,9          | 8,0          | 13,8         | 16,8         | 18,0         | 17,4         | 13,3         | 7,9          | 2,6          | −2           | 7,4          |
| Середній мінімум, °C                                      | −7           | −6           | −1           | 3            | 8            | 11           | 14           | 12           | 9            | 4            | 0            | −4           | 3            |
| Норма опадів, мм                                          | 31           | 31           | 27           | 39           | 60           | 68           | 76           | 61           | 56           | 37           | 36           | 38           | 560          |
| --------------------------------------------------------- | ------------ | ------------ | ------------ | ------------ | ------------ | ------------ | ------------ | ------------ | ------------ | ------------ | ------------ | ------------ | ------------ |
| Джерело: Кліматичні дані Олики на сайті«www.meteoprog.ua» |              |              |              |              |              |              |              |              |              |              |              |              |              |

## Історія

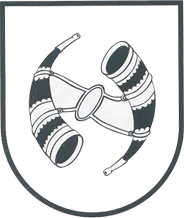
Герб міста в часи Речі Посполитої

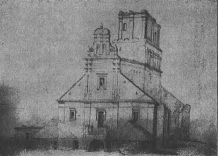
Юзеф Іґнацій Крашевський. Олицька ратуша

Вперше назва містечка зустрічається в старовинному Іпатіївському літописі у 1149 році: 
|                                                                              | \| Ізяслав рушив полки свої від Луцька і, пішовши, став біля Чемерина на Оличі. \| |
| Ізяслав рушив полки свої від Луцька і, пішовши, став біля Чемерина на Оличі. |                                                                                    |

За часів Галицько-Волинського князівства (Королівства Русі) неподалік сучасної Олики стояв укріплений град Чемерин. Чемерин мав свій торговий посад у місці злиття рік Путилівки та Осенища. З часом вир міського життя поступово перемістився саме сюди. Новоутворене місто взяло собі назву від річки Оличі, що текла неподалік. А задокументованим першим власником Олики був «староста і жидачівський воєвода князя Федора Любартовича». Ленько Зарубич (1433).
Великий маршалок литовський Петро Монтигердович у 1460 році надав кошти на побудову Петропавлівського костелу (найдавніший на теренах сучасної Волинської області). По його смерті Олику дідичили його син Іван, опісля онук Петро Іванович Монтигердович на прізвисько Білий та праонука Софія Монтигердовичова, яка стала дружиною Станіслава Кішки.
Станіслав Кішка у 1512 році отримав дозвіл короля Сигізмунда І на проведення торгів у м. Олика з неділі до вівторка.. Його син Петро після «інтервенції» короля у 1522 році переказав своїй сестрі Ганні маєтність Олику.
Ганна з Кішків, онучка Софії Монтигердовичової,, у першому шлюбі стала дружиною Івана Миколая Радзивілла «Бородатого». Місто на 400 років стало вотчиною магнатів Радзивіллів — головних поборників та захисників самостійности Литовської держави.
У середині XVI ст. Оликою володів Микола Христофор Радзивілл «Чорний», 1547 р. отримав від імператора Карла V спадковий титул «Князя на Олиці та Несвіжу», затверджений у 1549 р. королем Сиґізмундом II Авґустом.
31 травня 1564 р. місто отримало магдебурзьке право стараннями власника — М. Х. Радзивілла «Чорного». Вибори урядовців урочисто проходили у ратуші, зведеній через кілька років після Троїцького костелу. Тут же в підземеллях відбували покарання ув'язнені. Місто вибирало лавників на чолі з війтом та райців на чолі з бургомістром. Обрані чиновники слідкували за станом міських укріплень, дотриманням норм торгівлі, за якістю виробів ремісників. Були допоміжні урядовці: возний, нічна сторожа, прокуратор, слуги, посланці, майстер справедливості (кат). Зазначимо, що мати власного ката могло дозволити собі лише багате місто, майстрів заплічних справ вчили лише у Львові.
11 жовтня 1593 р. Луцький земський суд видає копію фундушевого запису князя на Олиці та Несвіжу Станіслава Радзивілла на заснування костьола (св. Трійці) і парафіяльної школи в Олиці.
21 червня 1612 року Князі на Олиці та Несвіжу Микола-Христофор та Альберт-Станіслав Радзивілли, на прохання війта, райців, лавників і громади Олики, підтверджують і повторюють грамоту їх діда віленського воєводи, найвищого маршалка Великого князівства Литовського Миколи Радзивілла та їх батька жамойтійського старости Станіслава Радзивілла, видану 31 травня 1564 р. і затверджену Сигізмундом Августом, про надання Олиці магдебурзького права..
Коли помер, не залишивши спадкоємців, великий канцлер литовський, фундатор костелу Трійці та замку Альбрехт Станіслав Радзивілл (1595–1656), Олика відійшла до несвізького князя Михайла Казимира Паца — польного гетьмана литовського, до XIX ст. творила єдину цілість з Несвізьким майоратом.
З 1638 р. в Олиці активно діяла колегіата св. Трійці — філія Академії у Замості, де 5 професорів викладали логіку, риторику, граматику, теологію та основи наук.
У 1702 р. місто спалили шведи.
24 травня 1702 р. Канцлер Великого князівства Литовського кн. Карл-Станіслав Радзивілл забороняє євреям м. Олики наймати служниць християнок, у разі порушення цього магістрат повинен карати винних шеститижневим ув'язненням, а при повторенні — виганяти з міста.
Останнім прямим нащадком князя Миколи Радзмвілла (Чорного) був Домінік Єронім Радзивілл (1786—1813) — полковник армій Князівства Варшавського та наполеонівської. За участь у анти-російській військовій кампанії всі його маєтки було секвестровано (тобто держава заборонила князю користуватися приватним майном). Інший магнат — Адам Чарторийський — добився у царя Олександра І наступного 1814 р. ліквідації секвестру. Олику отримав Антон Радзивілл (1775—1832) — представник Клецького майорату.
У 1803 та 1823 рр. Олику спустошили великі пожежі, під час війни 1812 року палац перетворили на військовий шпиталь — і використовували аж до 1837 р. Замок, позбавлений дбайливих господарів, почав занепадати та руйнуватися. Торгові центри відсуваються вглиб Російської імперії, Олику заселяють переважно бідні євреї. У 1838 р. завалилися будинки колегії та семінарії, а у 1870 р. згоріла ратуша з безцінним міським архівом.
Під час Першої світової війни південніше дороги на Олику австрійцями були збудовані оборонні споруди. На початку Брусиловського прориву 22 травня (4 червня) 1916 р. Олика була атакована російськими військами. Команди розвідників 5-го і 6-го стрілецьких полків проникли південніше дороги на Олику і Покащів в австрійські окопи першої лінії на широкому фронті, але при підході до другої лінії — були зустрінуті контратакою і відійшли.
1 січня 1934 р. орні землі сіл Горянівка, Залісоче і Завороття вилучені з території міської ґміни Олика і включені до сільської ґміни Олика Луцького повіту.
Януш Францішек Радзивілл — останній ординат міста та захисник інтересів міщан у польському сенаті — був заарештований в 1939 р., після Другої світової війни повернувся з таборів до рідної Польщі. У часи нацистсько-радянської війни існувало Олицьке гетто.
За часів СРСР Олика перетворилася на занедбане провінційне містечко.
18-19 квітня 2006 року відбулася Всеукраїнська науково-практична історико-краєзнавча конференція «Минуле і сучасне Волині та Полісся. Олика і Радзивліли в історії Волині та України».
23 квітня 2025 року селищу було надано статус міста.

## Демографія
За переписом населення України 2001 року в селі мешкало 2 865 осіб. На 1 січня 2021 року населення Олики становить 3 060 осіб.
| 1870  | 1959  | 1970  | 2001  | 2010  | 2011  | 2014  | 2017  | 2018  | 2020  | 2021  |
| ----- | ----- | ----- | ----- | ----- | ----- | ----- | ----- | ----- | ----- | ----- |
| 1 073 | 3 905 | 3 965 | 2 865 | 3 141 | 3 127 | 3 138 | 3 083 | 3 079 | 3 046 | 3 060 |

### Мова
Розподіл населення за рідною мовою за даними перепису 2001 року:
| Мова            | Кількість | Відсоток |
| --------------- | --------- | -------- |
| українська      | 2815      | 98.25 %  |
| російська       | 37        | 1.29 %   |
| білоруська      | 6         | 0.21 %   |
| вірменська      | 2         | 0.07 %   |
| румунська       | 1         | 0.04 %   |
| польська        | 1         | 0.04 %   |
| інші/не вказали | 3         | 0.10 %   |
| Усього          | 2865      | 100 %    |

## Пам'ятки архітектури

### Пам'ятки архітектури національного значення
- Олицький замок, зведений у 1558 році. Значно понівечений після 1939 року. Триповерховий палац, фортечні споруди, брама. Залишки ландшафтного парку. Замковий комплекс квадратний у плані — мав чотири кутові бастіони з сторожовими вежами (частково залишились два бастіони). Зараз на території замку — Волинська психіатрична лікарня № 2.
- Колегіальний костел Святої Трійці, збудований у 1635–1640 роках за проектом відомих архітекторів Бенедетто Моллі та Джованні Маліверна. Костел зведено у стилі римського храму Іль-Джезу. Храм пишно декоровано скульптурами святих (Войцеха, Станіслава, Петра і Павла) та різьбою у виконанні львівського скульптора Мельхіора Ампелі. У крипті колегіати — усипальниця роду Радзівіллів.
- Луцька брама — єдиний збережений фрагмент колись потужних міських укріплень.
- Костел святих Петра і Павла, один з найстаріших костелів Волині, побудований у 1460 році на старому цвинтарі, серед старих магнатських могил.
- Стрітенська церква, колишня греко-католицька церква, побудована у стилі бароко в 1784 році на передмісті Залісоче.

### Пам'ятки архітектури місцевого значення
- Троїцька церква побудована у 1886 році у передмісті Олики Заворотті.
- Цвинтарна каплиця, споруджена на католицькому цвинтарі на початку 20 століття, перебуває в стані руйнації.
- Адмінбудівля, споруджена на вул. Радянській, 5 у 1901 році.
- Житловий будинок, який знаходиться на вул. Радянській, 3; споруджений на початку 20 століття.
- Житловий будинок по вул. Радянській, 3а; збудований на початку 20 століття[37].

## Органи влади
Місцеві органи влади представлені Олицькою селищною радою, яка входить до складу Волинської області України. Окрім Олики, селищній раді підпорядковуються села Личани та Метельне. Селищний голова — Прендецький Олександр Миколайович.

## Освіта та культура
- середня школа
- дитячий садок
- Будинок культури
- бібліотека
- дитяча музична школа

## Медицина
- лікарська амбулаторія
- обласна психіатрична лікарня № 2

## Економіка

### Сільське господарство, агропромисловість
Основним у економіці селища є сільськогосподарське виробництво, напрямками спеціалізації якого є рослинництво, м'ясо-молочне тваринництво і птахівництво. Вирощуються зернові культури, цукровий буряк та овочеві культури. Діє рибне господарство. Виробляється екологічно чистий акацієвий, різнотравний і гречаний мед.
Потрібні інвестиції у поновлення машинного обладнання, розвиток центрів збирання і зберігання сільськогосподарської продукції, розвиток хлібопекарського виробництва, реконструкцію млина та будівництво міні-цехів по переробці сільськогосподарської продукції. Існує нагальна потреба в інвестиціях для відновлення племінного стада та розширення і реконструкції мережі пунктів збирання і переробки молока, створення центрів різки тварин та первинної переробки м'яса, а також створення центрів збирання шкур і вовни. Місцева влада планує також залучити інвестиції у будівництво ферм для розведення і утримання птахів та будівництво конюшень з метою відродження конеферми племінних рисаків. Необхідні інвестиції у омолодження саду, закупівлю нових саджанців, посадку молодих садів та відкриття міні-цехів з переробки фруктів.
Найбільшими сільськогосподарськими підприємствами є сільськогосподарський виробничий кооператив «Колос» (вирощування зернових і зернобобових культур, цукрового буряка, картоплі, кормових коренеплодів, утримання великої рогатої худоби і свиней, виробництво молока і м'яса), сільськогосподарський виробничий кооператив «Птахівник» (вирощування зернових культур, виробництво кормів та розведення птиці) і ТОВ «Фелікс Агро» (вирощування зернових та технічних культур).
Ліси займають невелику площу і мають практично лише рекреаційне значення.

### Промисловість
Промисловість Олики представлене в основному підприємствами легкої, зокрема швейної промисловості (виробництвом робочого одягу займається лікувально-трудова майстерня обласної психіатричної лікарні № 2) та текстильної промисловості (виробництвом готових текстильних виробів займається ПП «Оксамит»), хімічної, зокрема хімією тонкого органічного синтезу (виробництвом клею, лаків та фарб займається ТОВ «Едем») та деревообробної галузей (ПП «Вопан» виробляє дерев'яну тару).
З корисних копалин є поклади глини, придатної для виготовлення цегли. Місцева влада планує залучити інвестиції у будівництво цегельного заводу.

### Сфера послуг
У сфері послуг працює ТОВ «Побутовик» (перукарня, салон краси, швейна майстерня) та приватні підприємства різної спеціалізації.

## Пошта, зв'язок, банківська сфера
Головним оператором надання населенню поштових послуг у селищі є філія національного оператора підприємства УДППЗ «Укрпошта».
Основний та єдиний оператор фіксованого зв'язку — ВАТ «Укртелеком». Код селища +380-3365.
Послуги стільникового зв'язку тут надають такі оператори, як Київстар, Vodafone та lifecell.
Доступ до Інтернету забезпечує провайдер «Укртелеком».
Банківська сфера селища представлена 2 філіями та відділеннями:
- ВАТ «Державний ощадний банк України»,
- ПАТ КБ «Приватбанк»[43][44].

## Транспорт
Від селища Олика до міжнародної автомагістралі E85 (М19) Клайпеда—Каунас—Слонім—Луцьк—Дубно—Тернопіль—Чернівці 35 км. До національної автомобільної дороги Н22 Устилуг—Луцьк—Рівне 6 км. До аеропорту міста Луцьк 45 км.
У селищі працює автостанція, через яку автобусами та маршрутними таксі здійснюються перевезення Ківерцівським районом, Волинською областю та Україною.
Основні вантажопасажирські перевезення здійснюються через залізничну станцію Олика, відстань до якої 11 км.

## Релігія

### Релігійні організації
| №, п/п | Конфесія                                               | Кількість релігійних громад |
| 1      | Українська православна церква (Московський патріархат) | 1                           |
| 2      | Римо-Католицька Церква                                 | 1                           |
| 3      | ЄХБ                                                    | 1                           |
| 4      | ХВЄ-П                                                  | 1                           |

### Культові споруди
- Римо-католицький костел святих Петра і Павла (РКЦ);
- Римо-католицький костел Святої Трійці (РКЦ);
- Православна церква Святої Трійці (УПЦ МП);
- Римо-католицька каплиця, розташована на католицькому цвинтарі, у напівзруйнованому стані;
- 2 протестантські молитовні будинки.

## Відомі особи

### Уродженці Олики
- Веніславський Федір Володимирович — Представник Президента України у Конституційному Суді України
- Волинський Петро Костянтинович — педагог, учений-україніст, доктор філологічних наук
- Дублянський Анатолій Захарович — історик, публіцист, митрополит УАПЦ
- Радзивілл Альбрехт Станіслав — литовський магнат, князь, луцький староста

### Пов'язані з Оликою
- Ісак Бабель
- Данило Братковський
- Юзеф Ігнацій Крашевський
- Петро Монтигердович (Білий)
- Ігнацій Мосцицький
- Алоїз Осінський — педагог, філолог, помер у місті.[47]
- Микола-Христофор «Чорний» та інші представники роду Радзивіллів

### Поховані
- Тарасюк Іван Миколайович — 21-річний активіст Євромайдану. Молодший медичний працівник, член футбольного клубу «Олика». Убитий пострілом снайпера 20 лютого 2014 на вулиці Інститутській у Києві. Герой України.

## Галерея

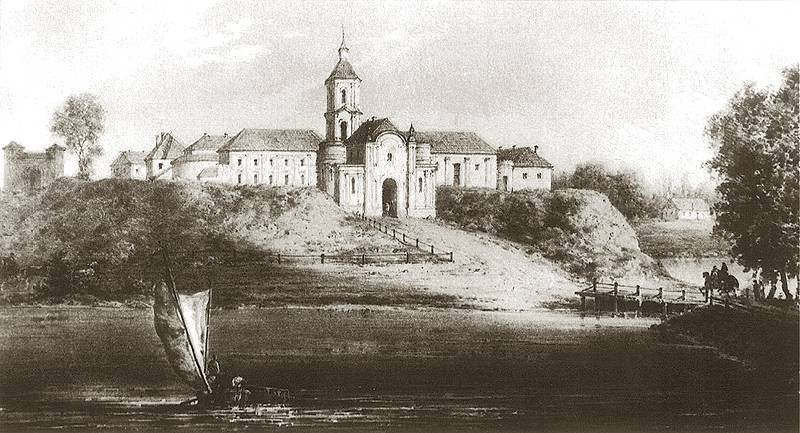
Наполеон Орда. Олицький замок. Гравюра 19 століття
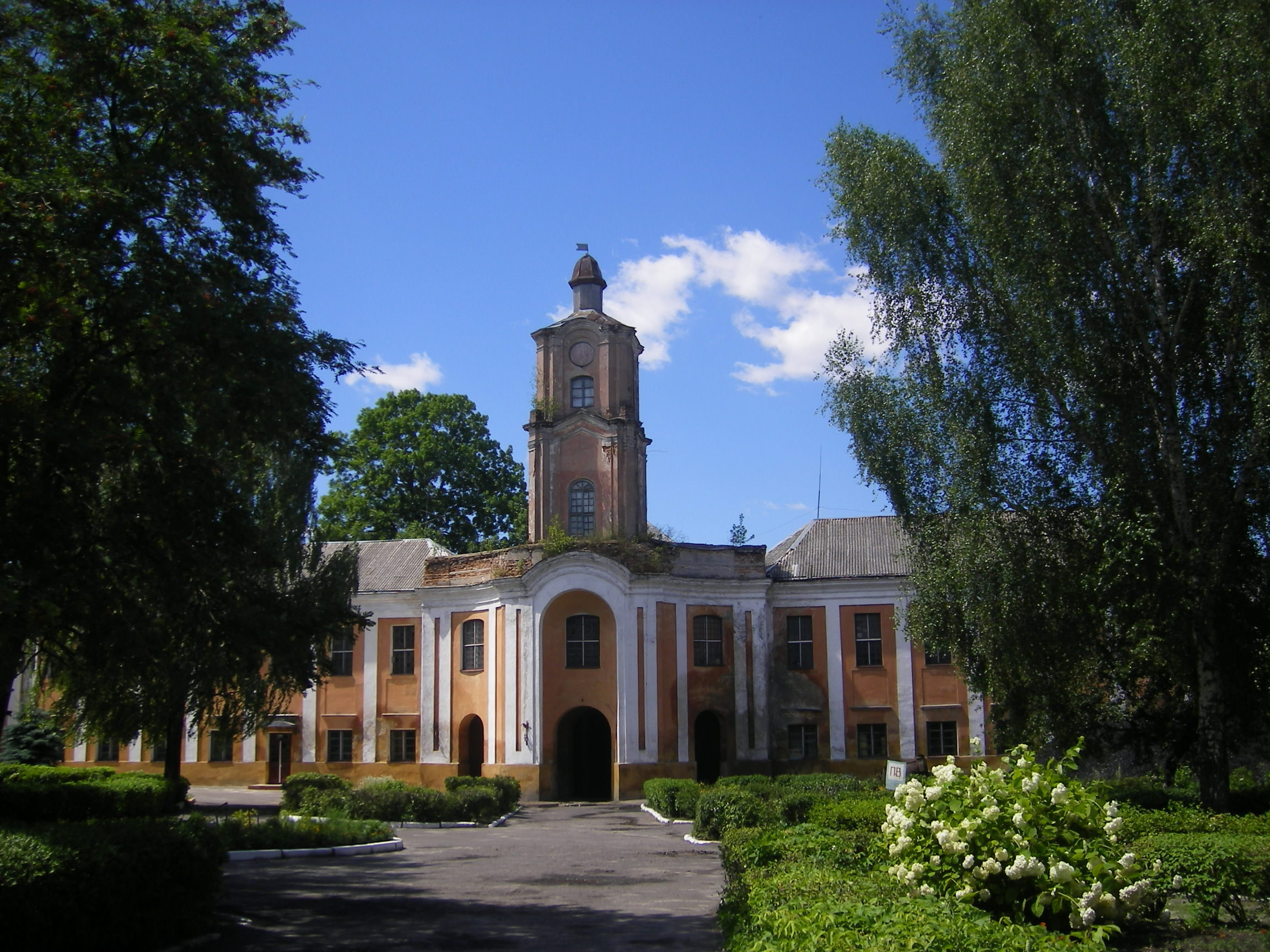
Годинникова вежа замку Радзивіллів до реставрації
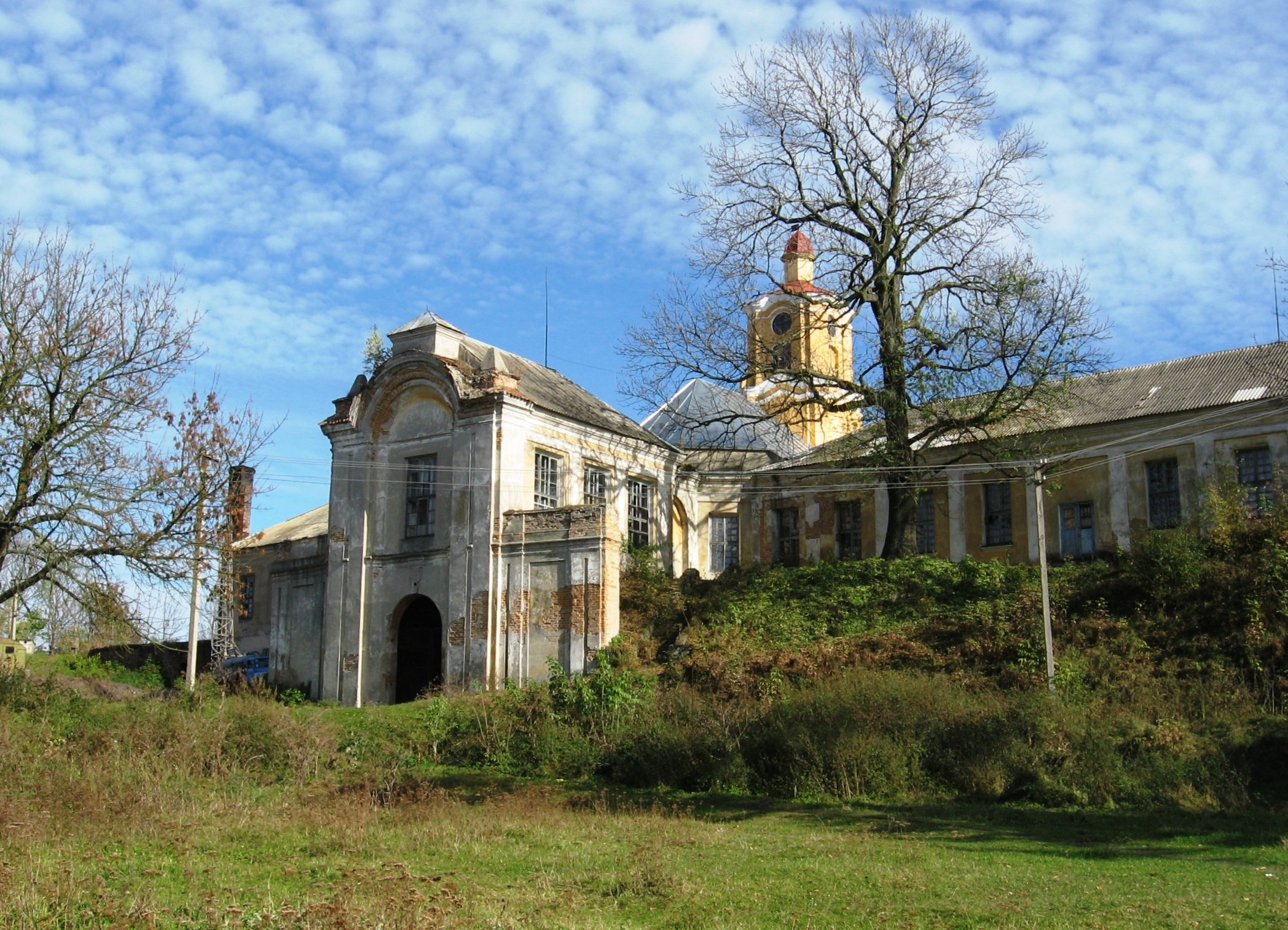
В'їзд до замку
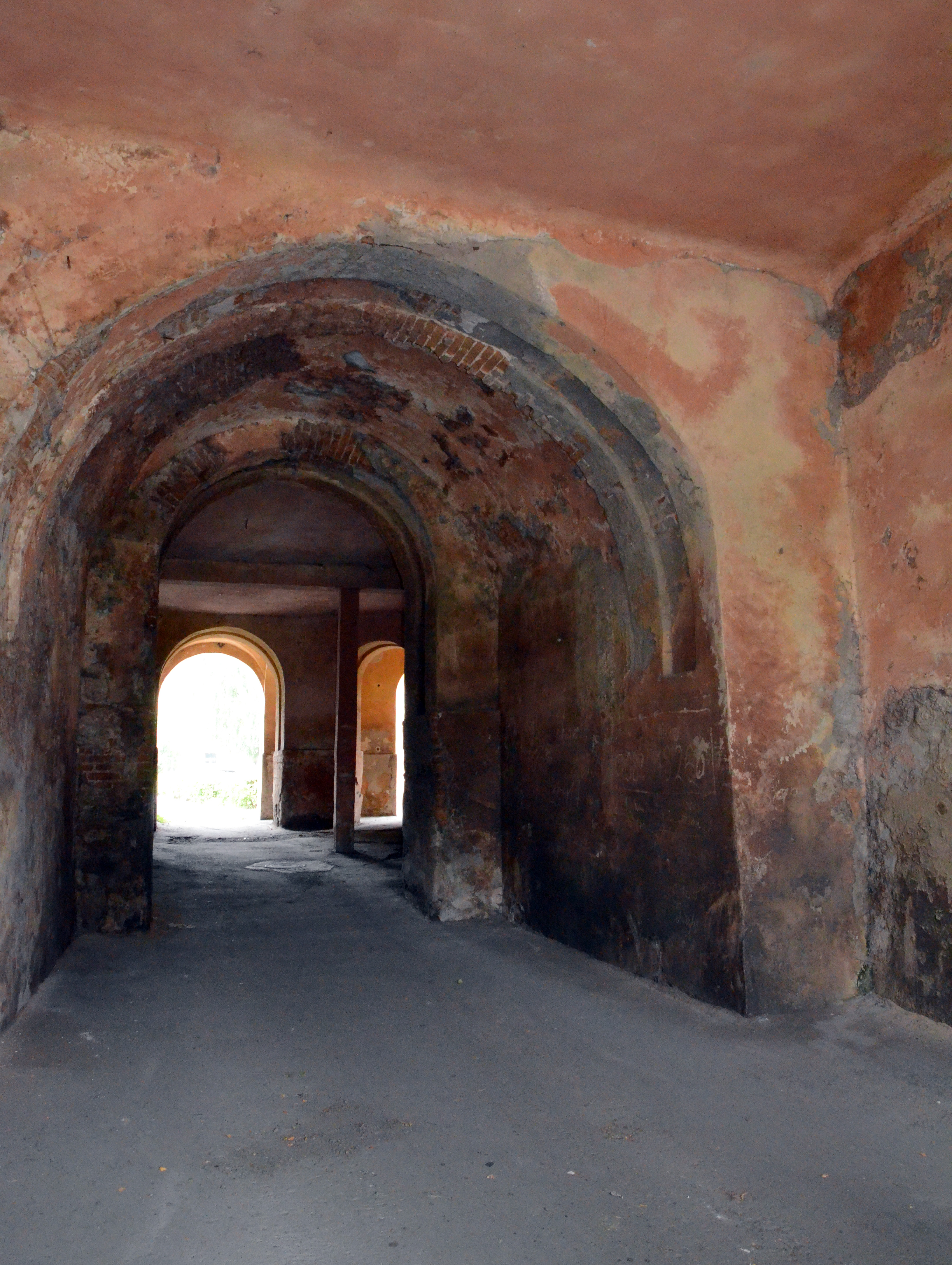
Прохід до замку
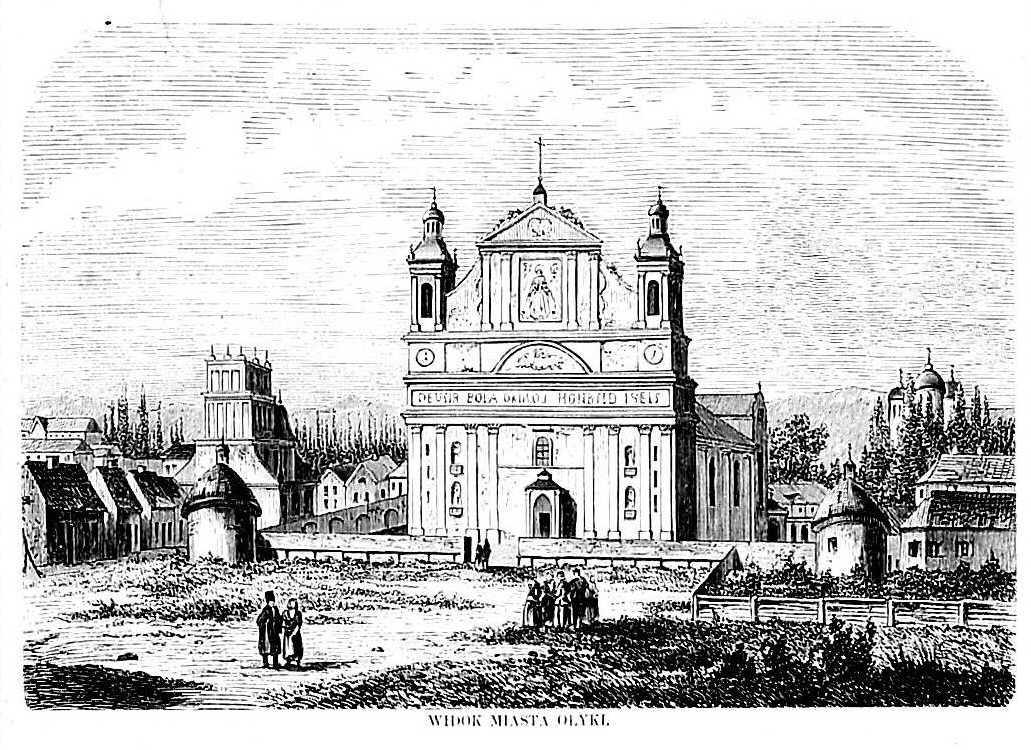
Малюнок 19 століття, невідомий автор. Вигляд Олики. Ратуша, колегіата і стара Троїцька церква, знищена у 1871 році (зліва направо).
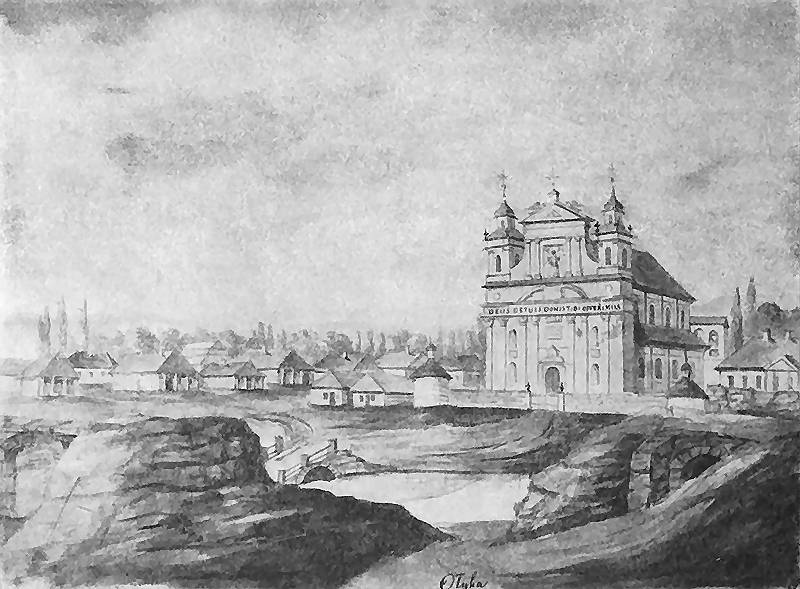
Колегіата Святої Трійці, мал. Наполеона Орди, 1874
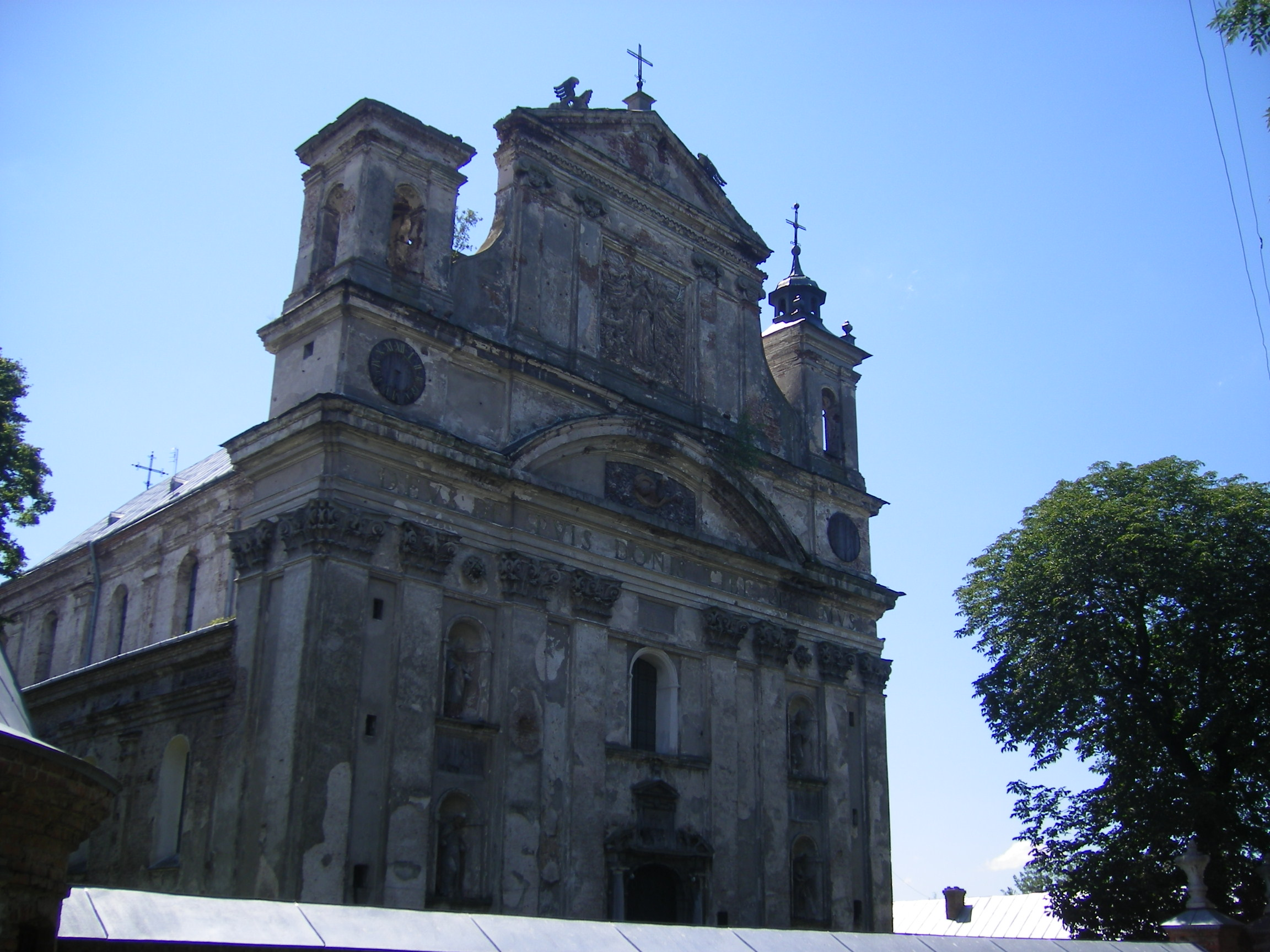
Колегіальний костел Святої Трійці
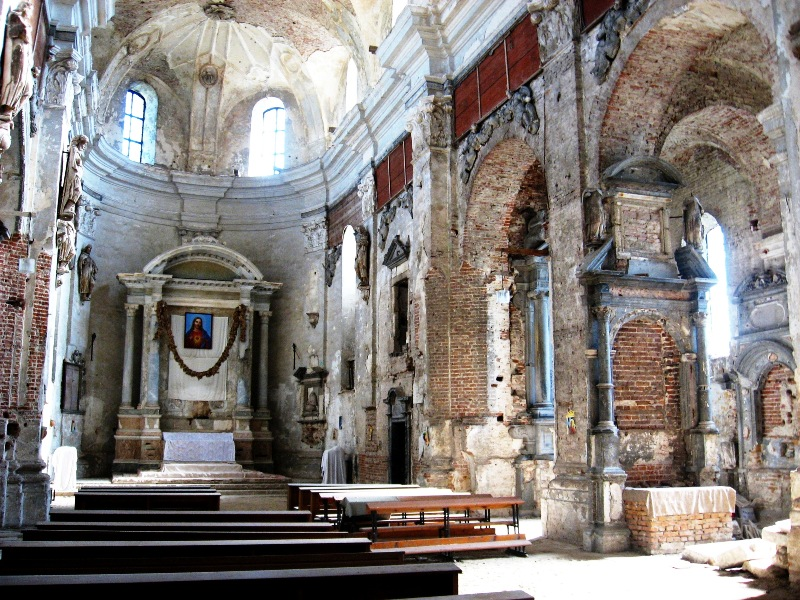
Головний неф колегіати
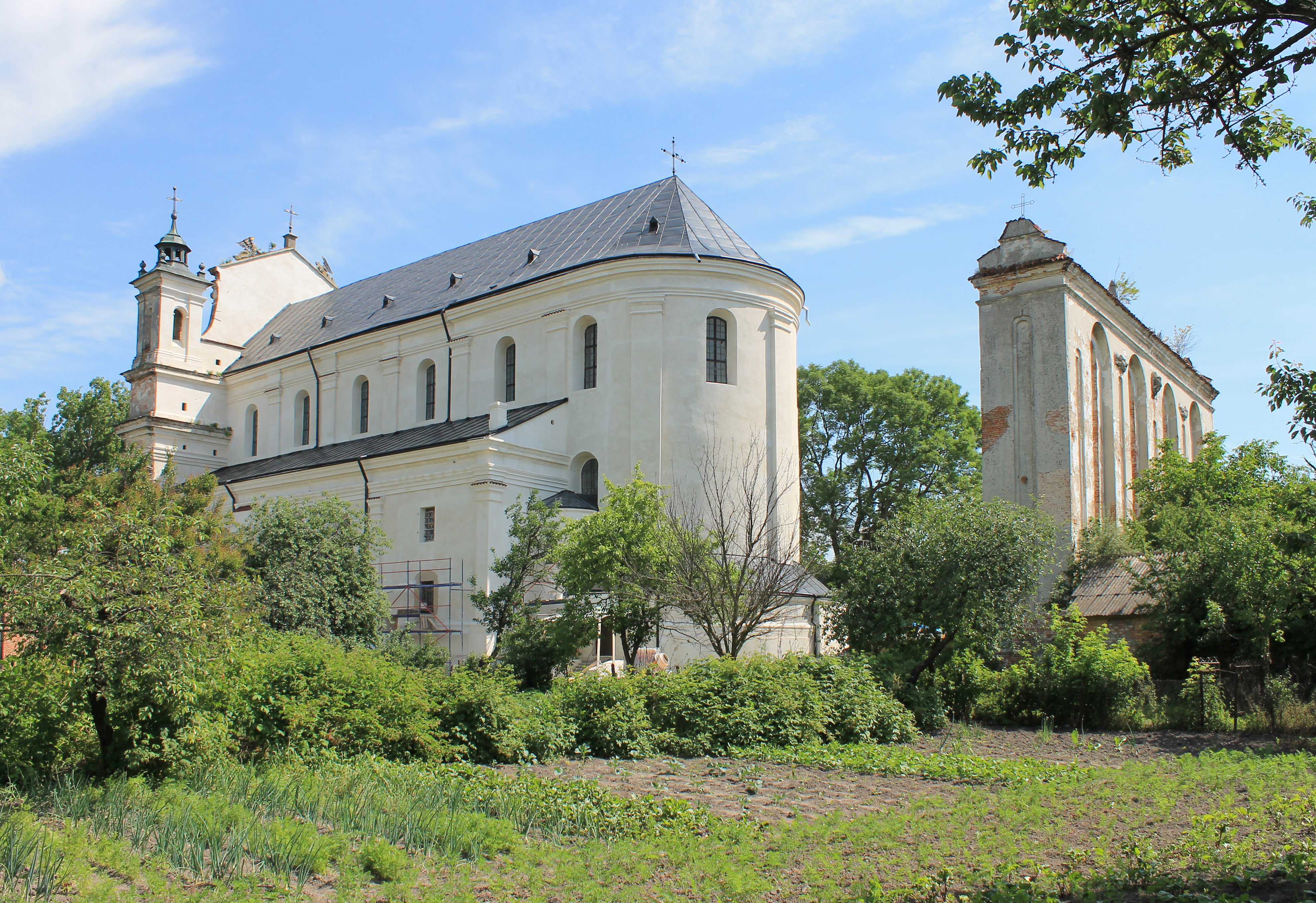
Колегіальний костел Святої Трійці
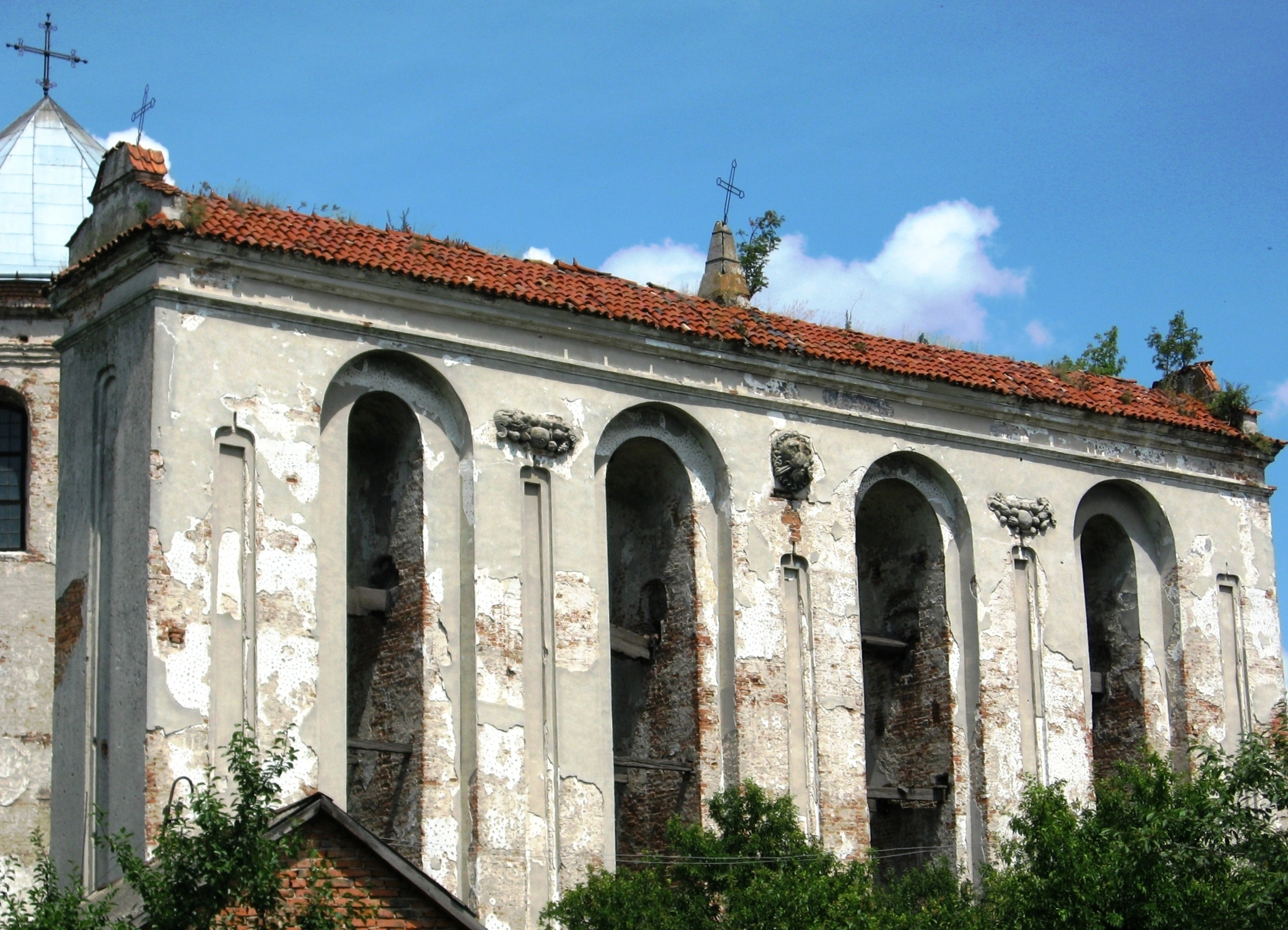
Дзвіниця колегіати
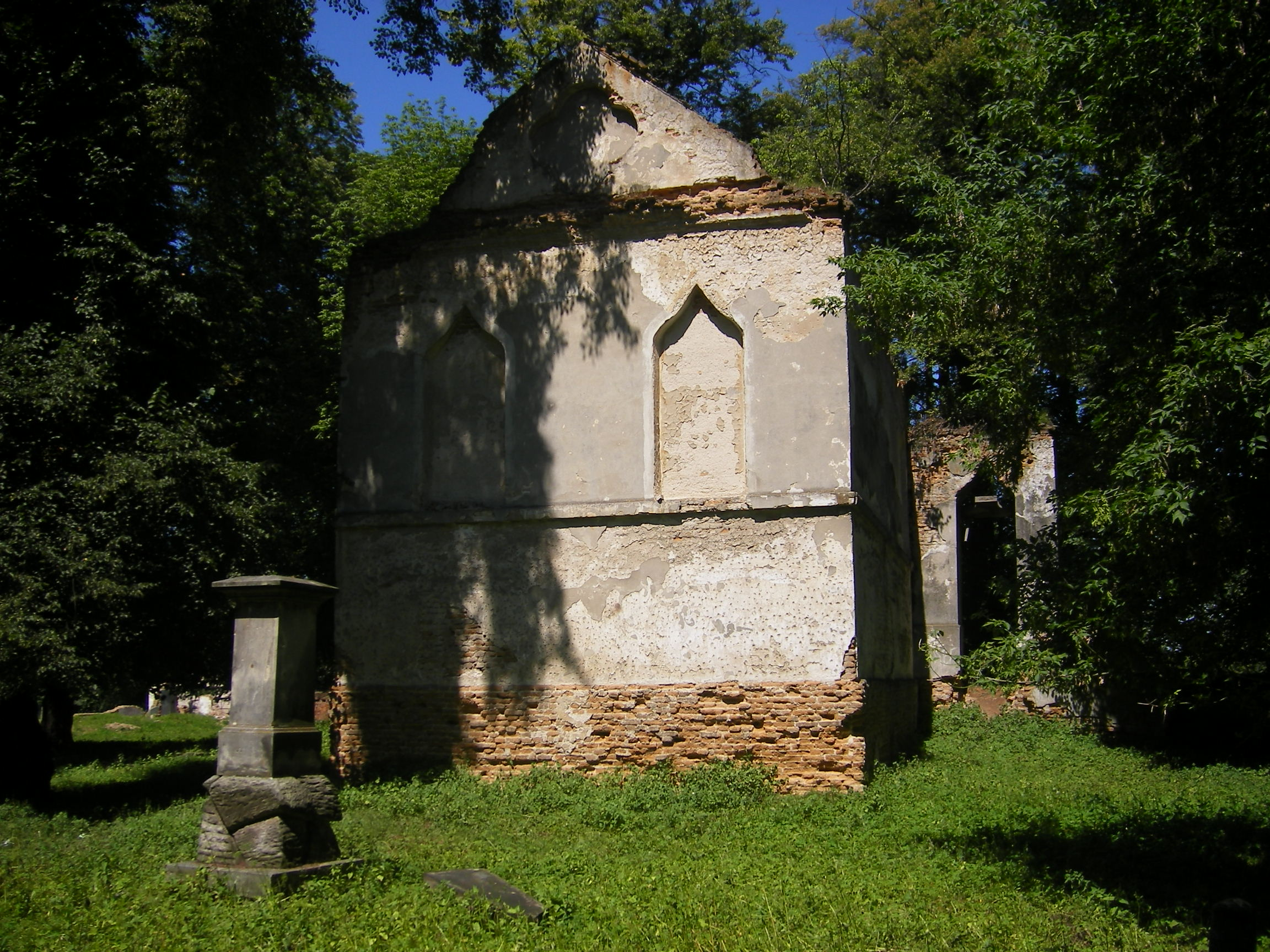
Руїни каплиці на католицькому цвинтарі
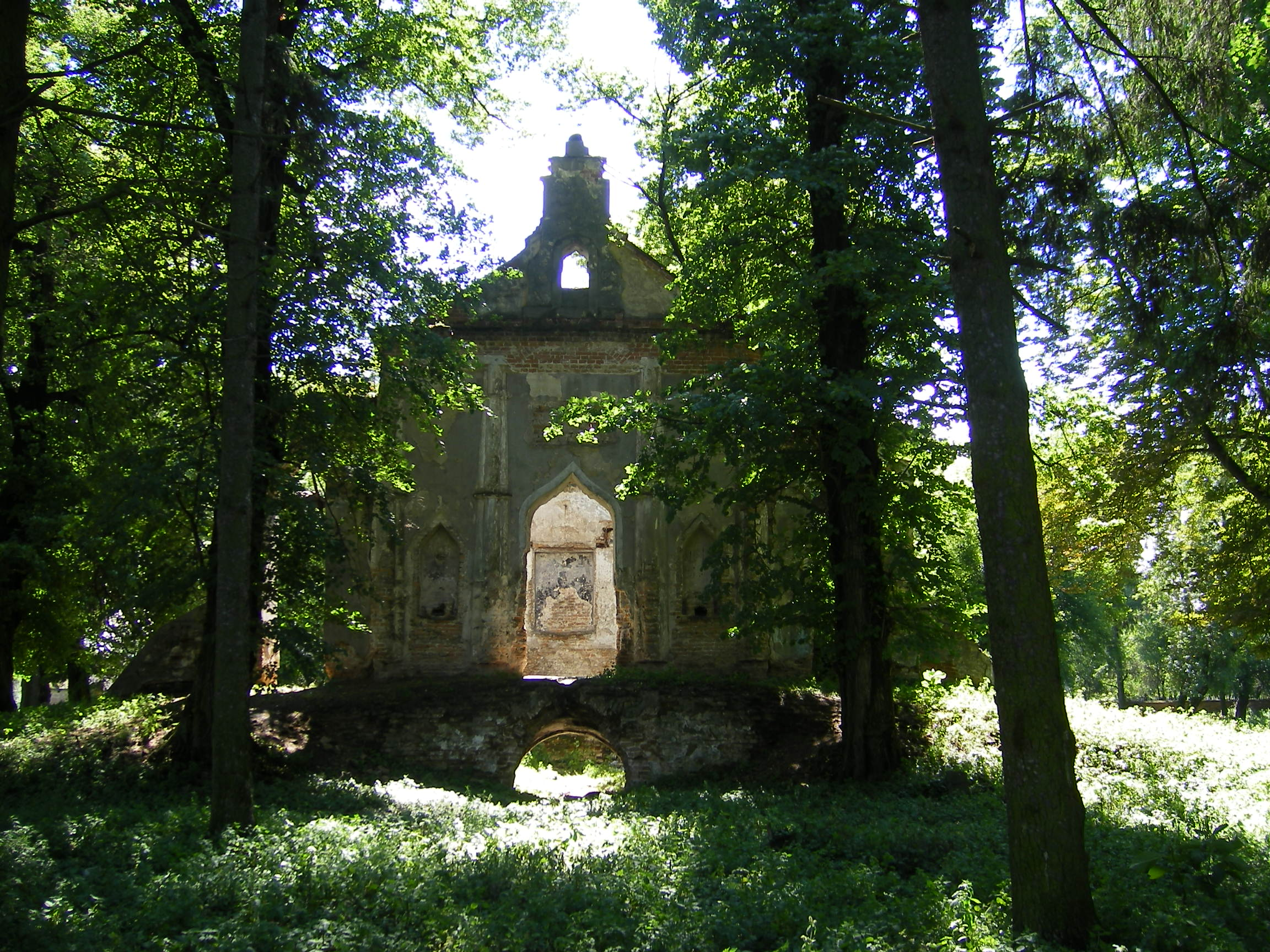
Руїни цвинтарної каплиці
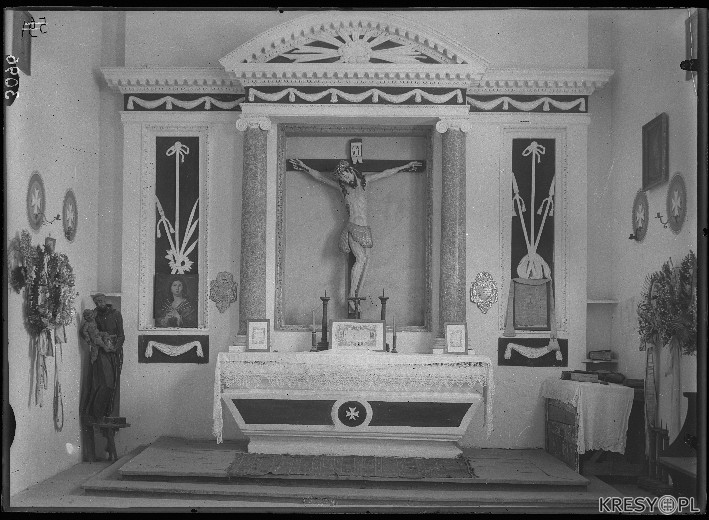
Цвинтарна каплиця. Внутрішній вигляд. Перша половина 20 століття
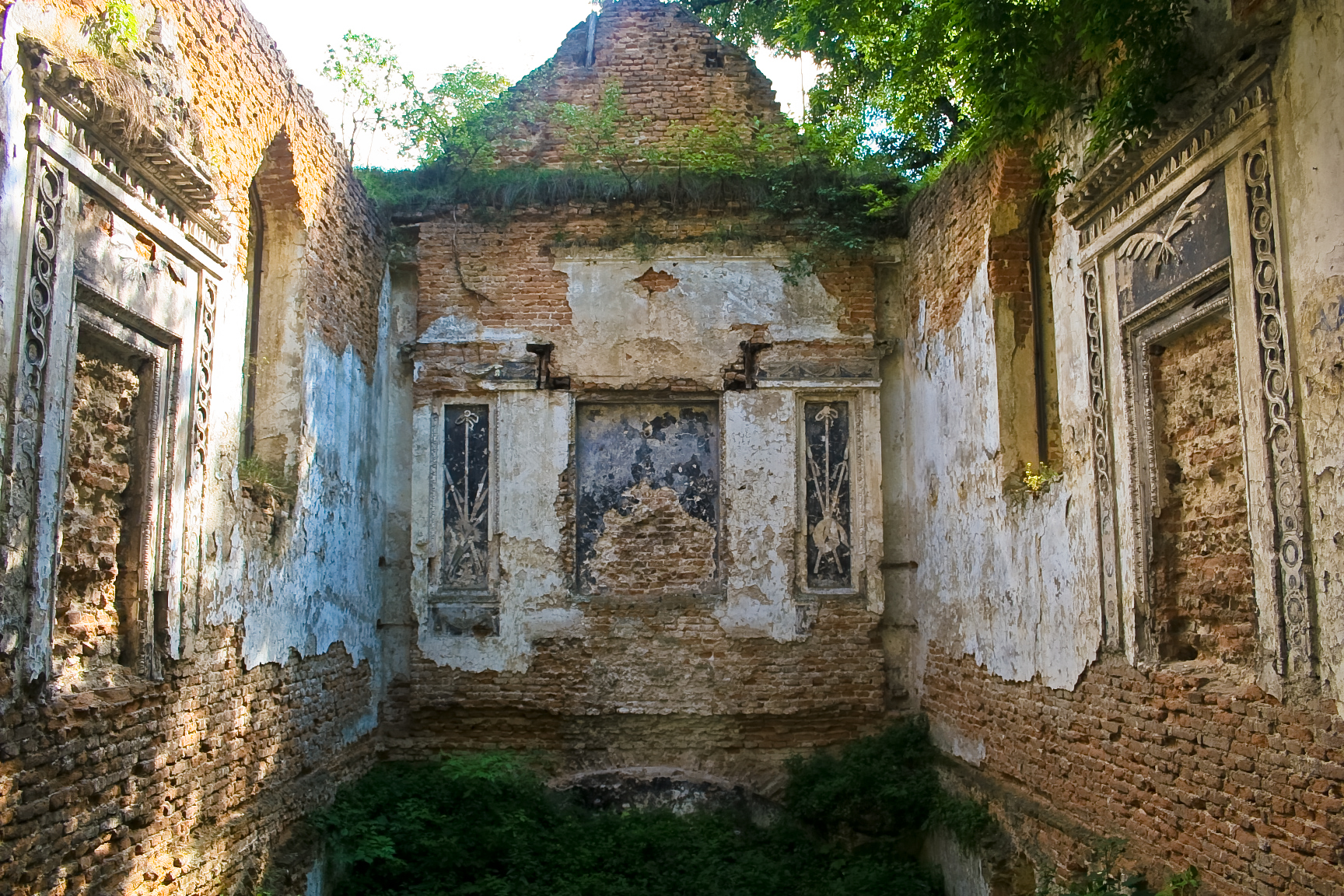
Цвинтарна каплиця. Внутрішній вигляд. Серпень 2011 року
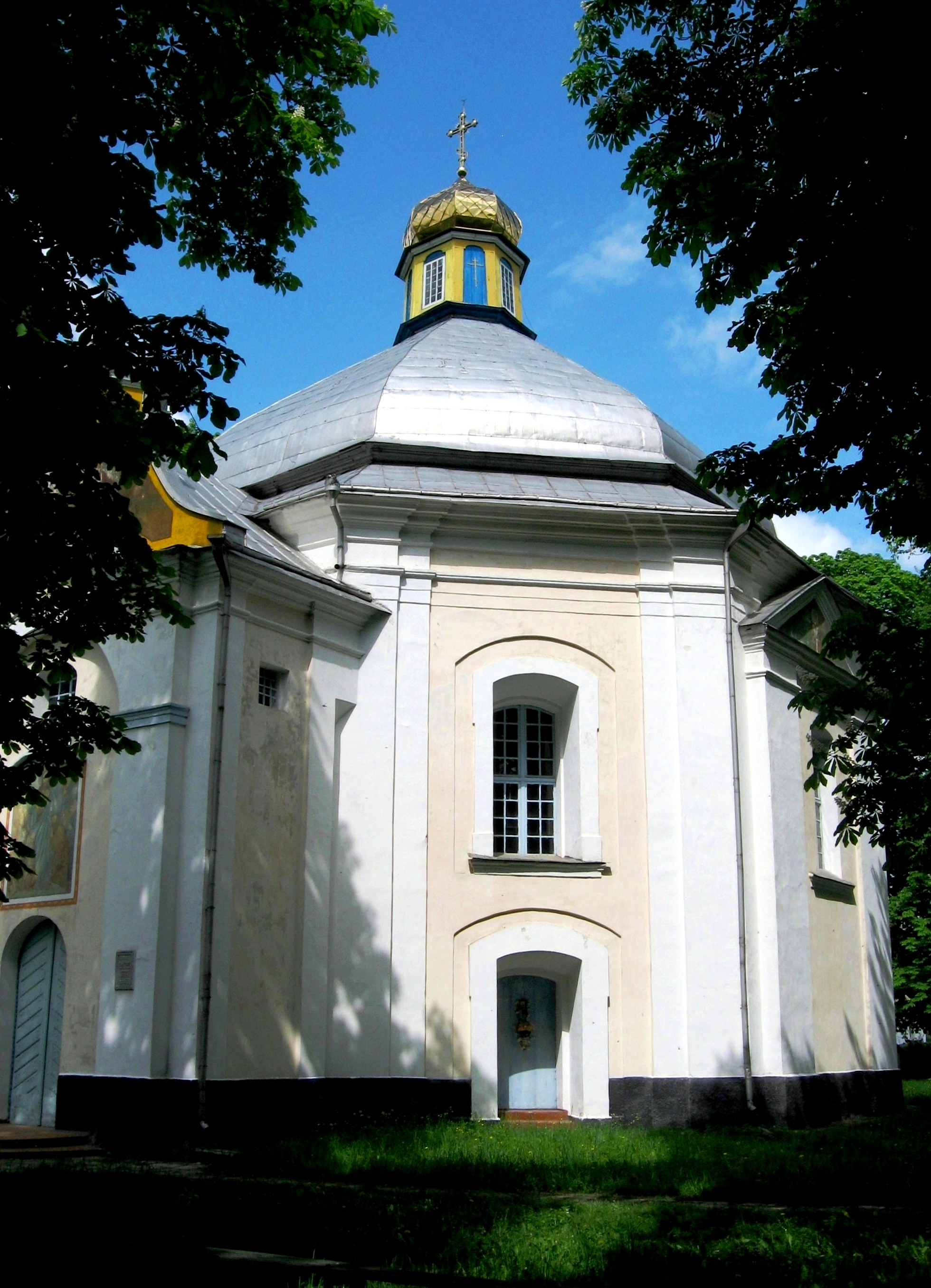
Стрітенська церква
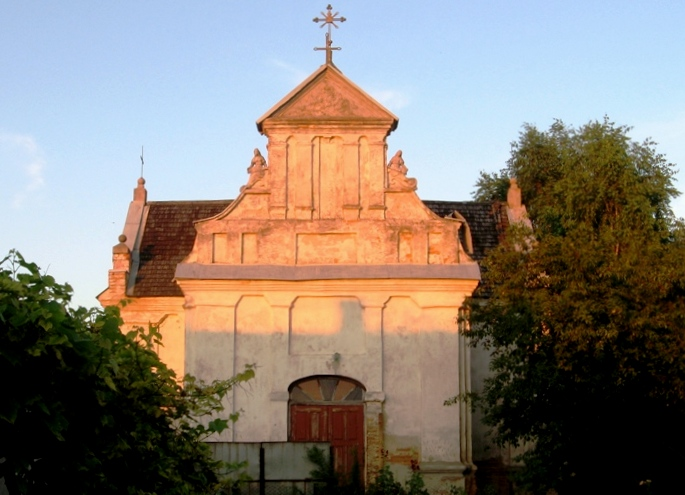
Західний фасад костелу святих Петра і Павла
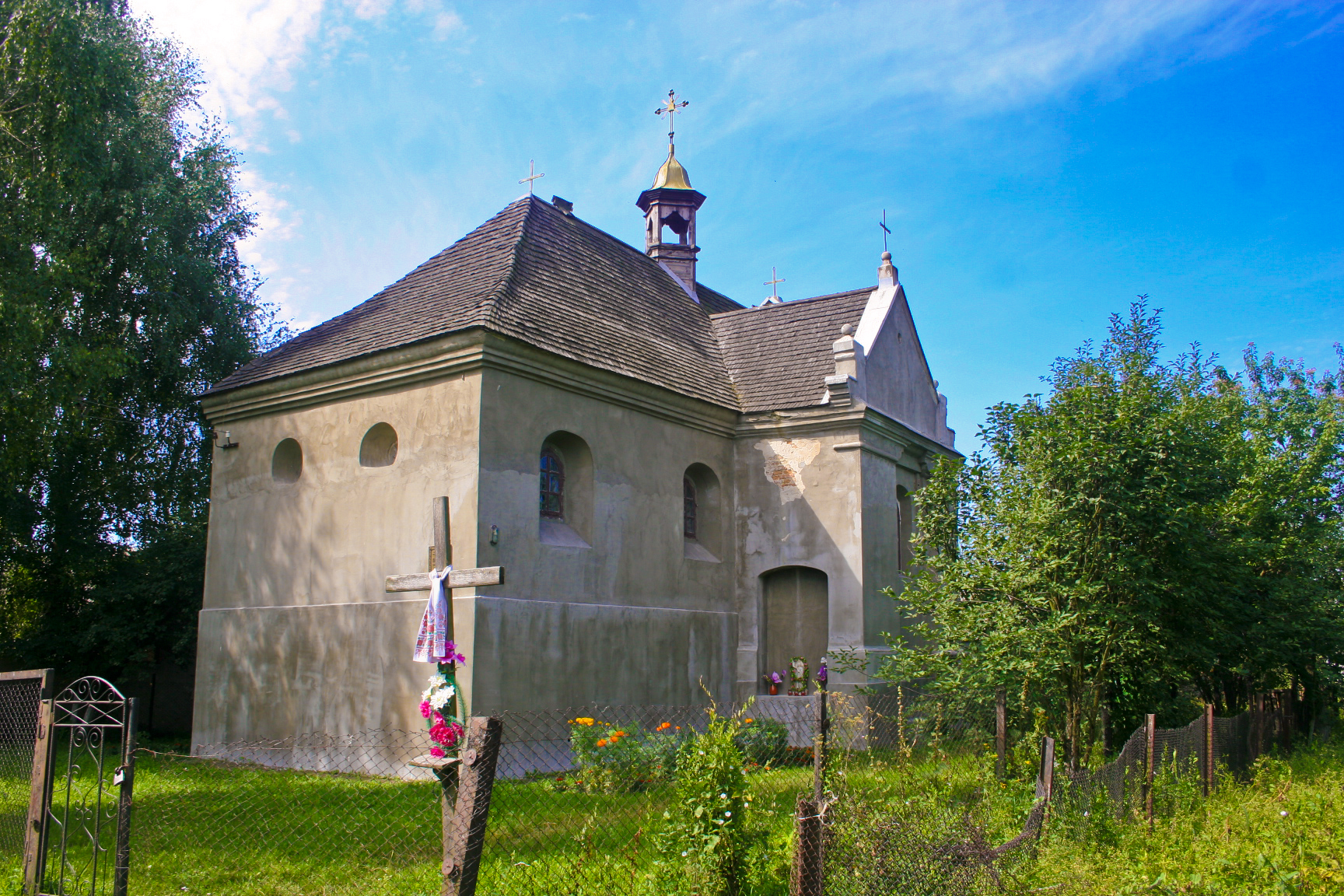
Костел святих Петра і Павла із східного боку
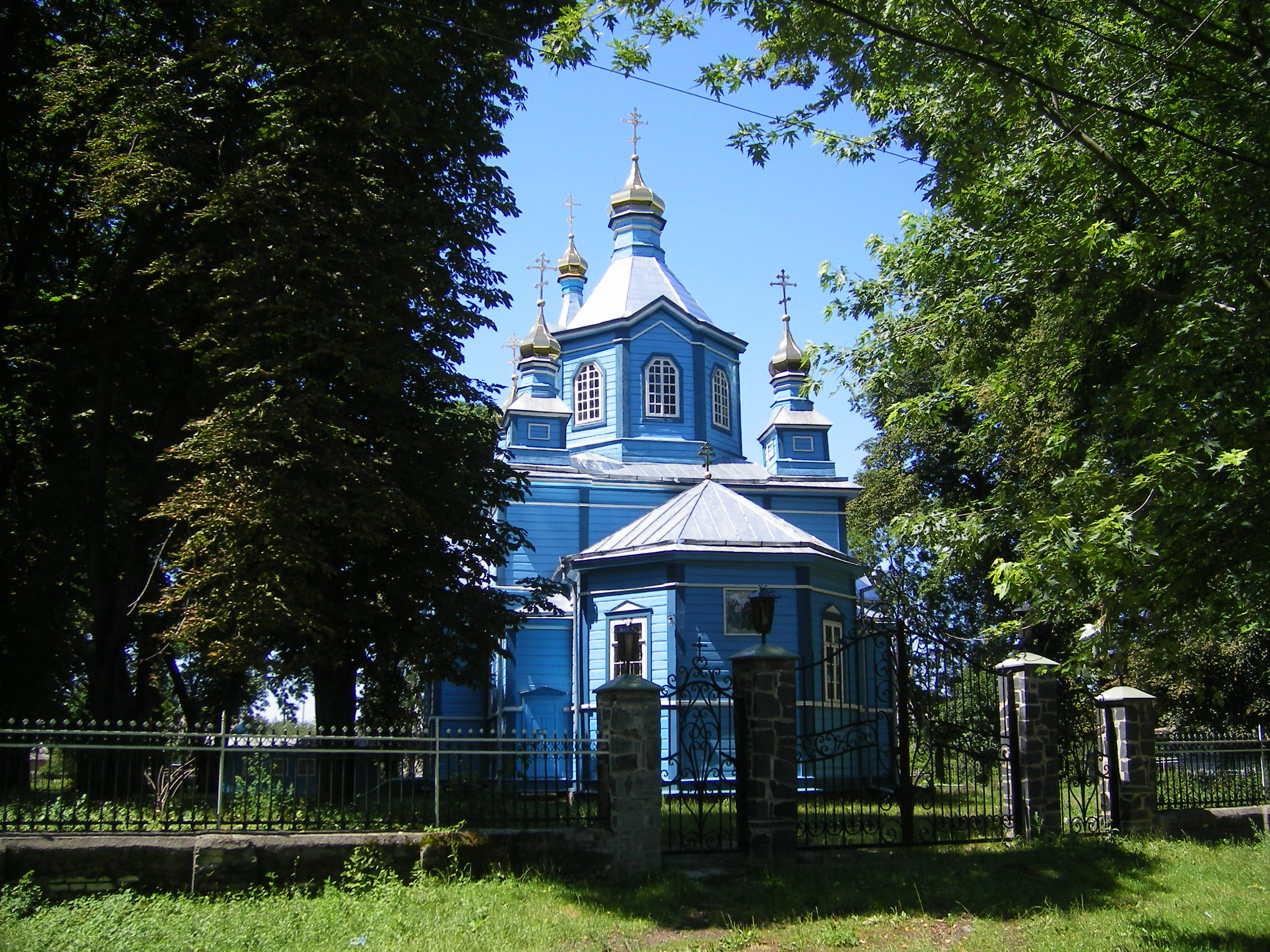
Троїцька церква
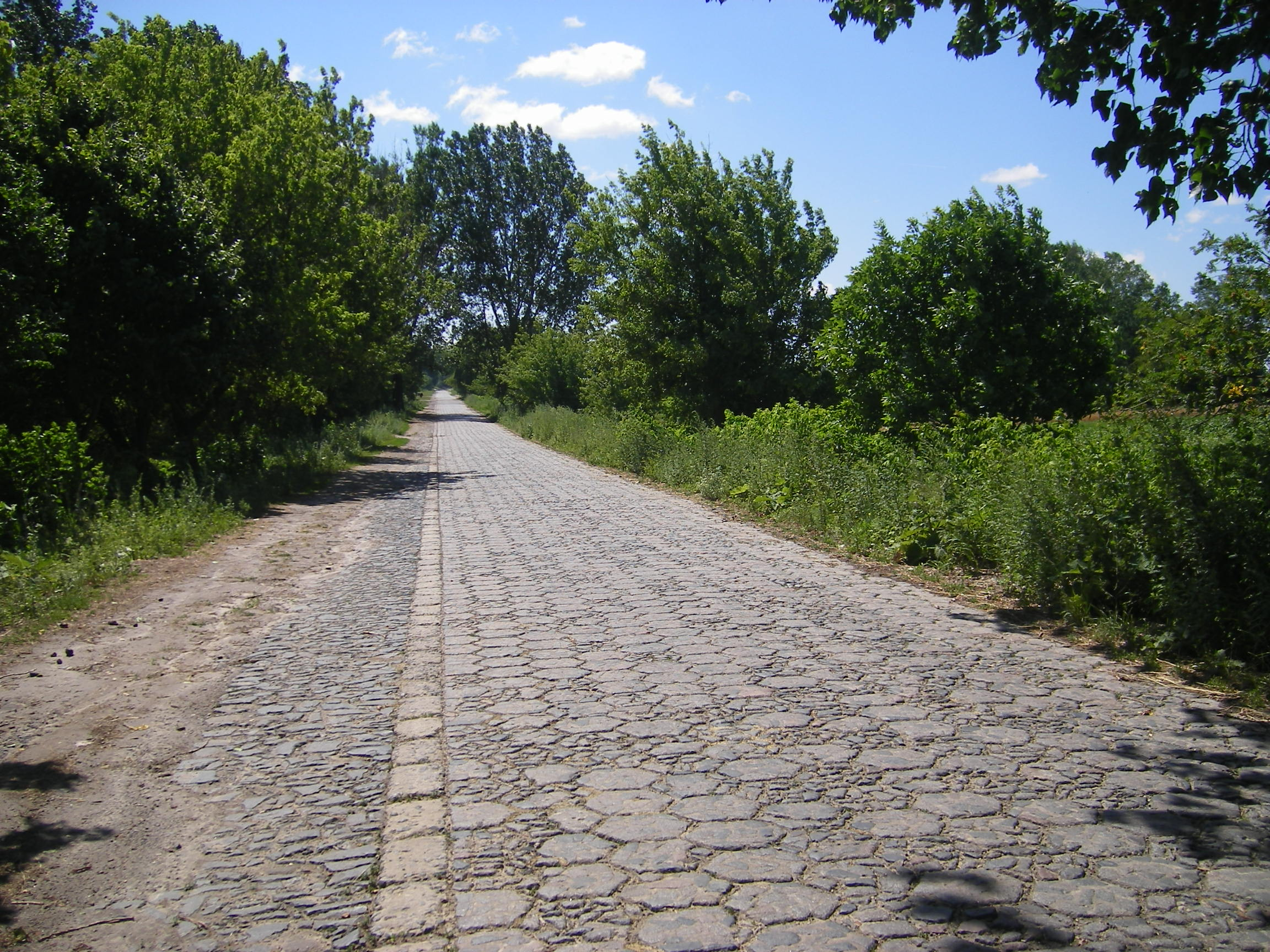
Бруківка до Олики, прокладена Радзивілами
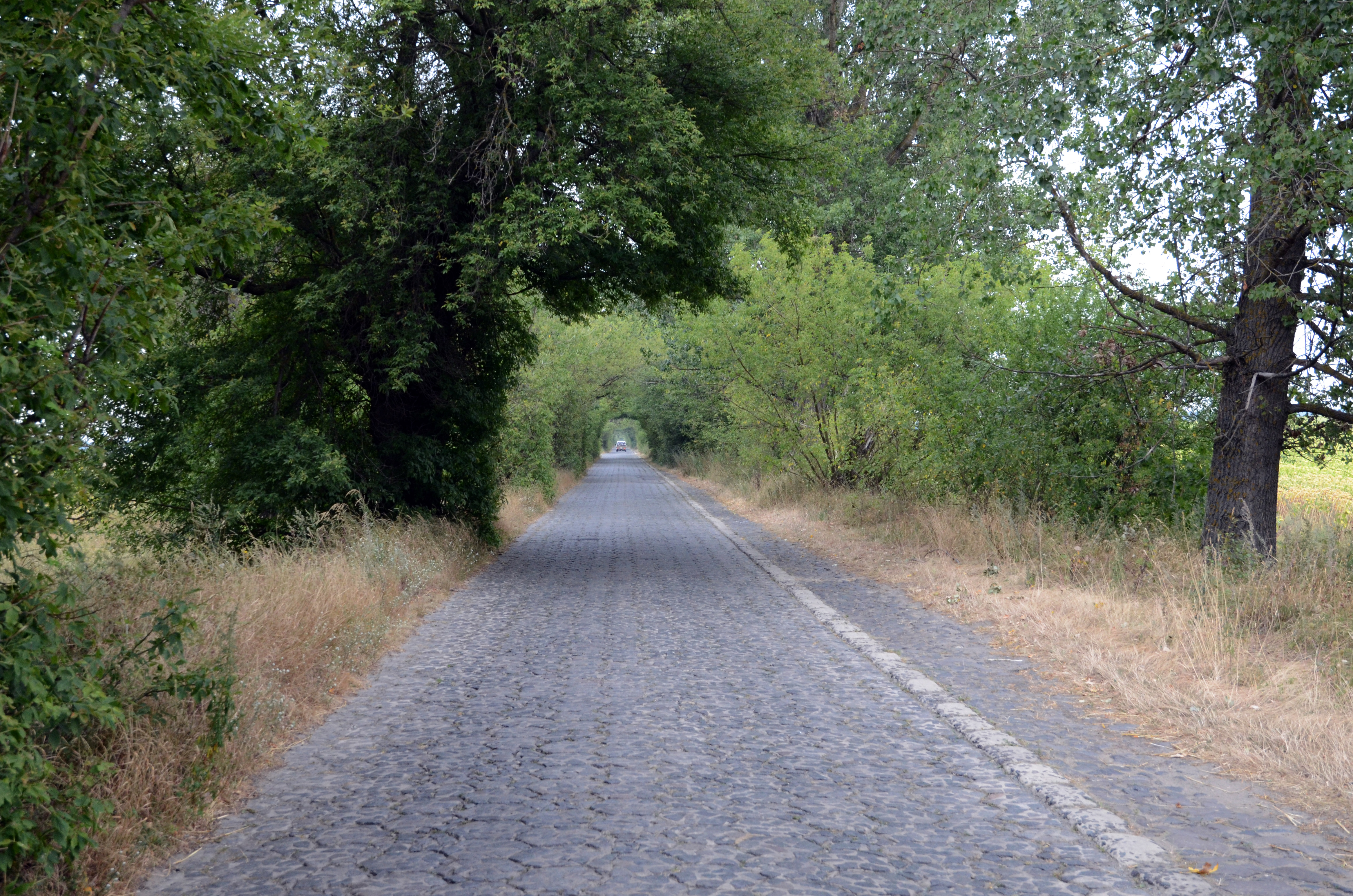
Дерева утворюють туннель
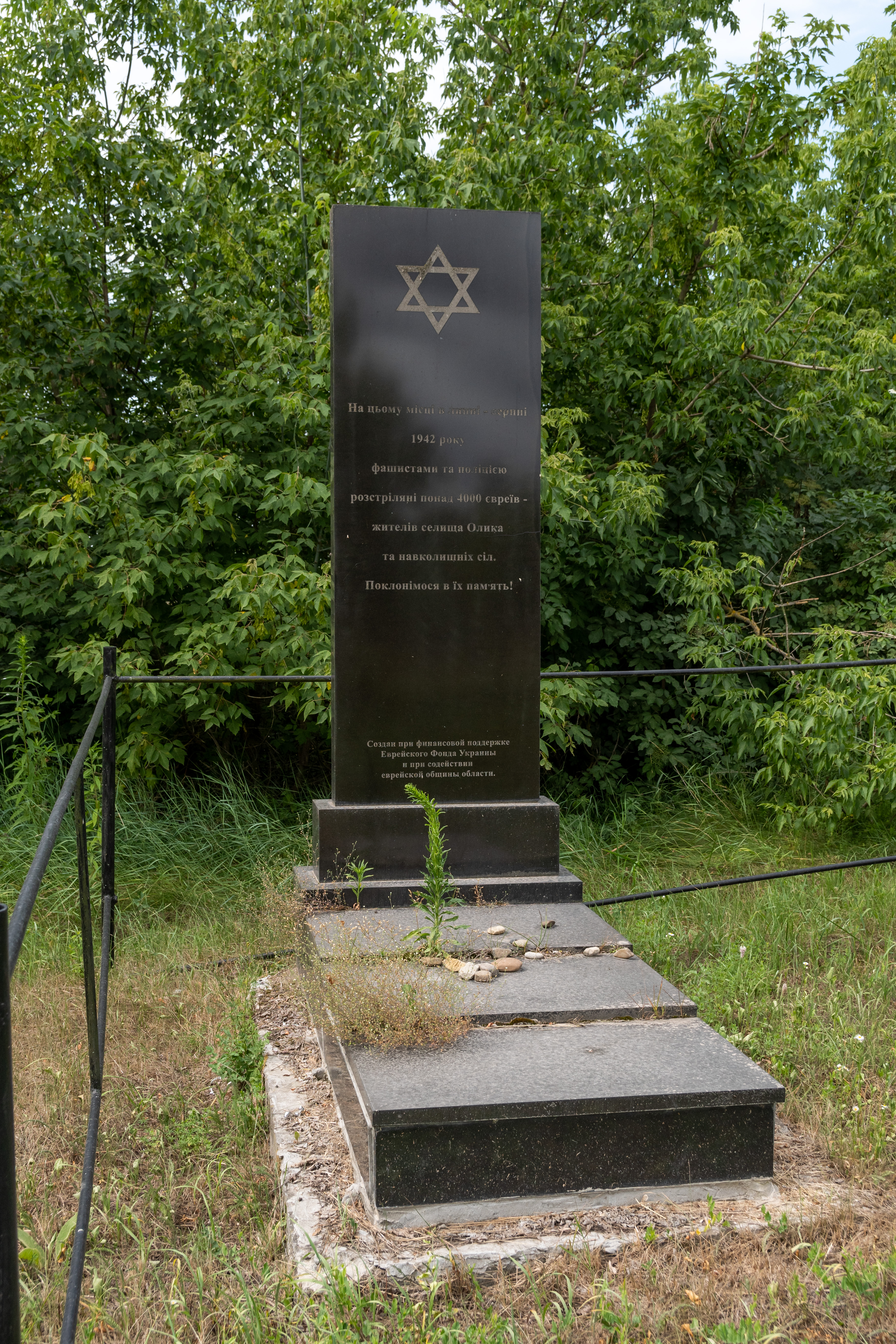
Місце масового знищення єврейського населення (район Торчино)
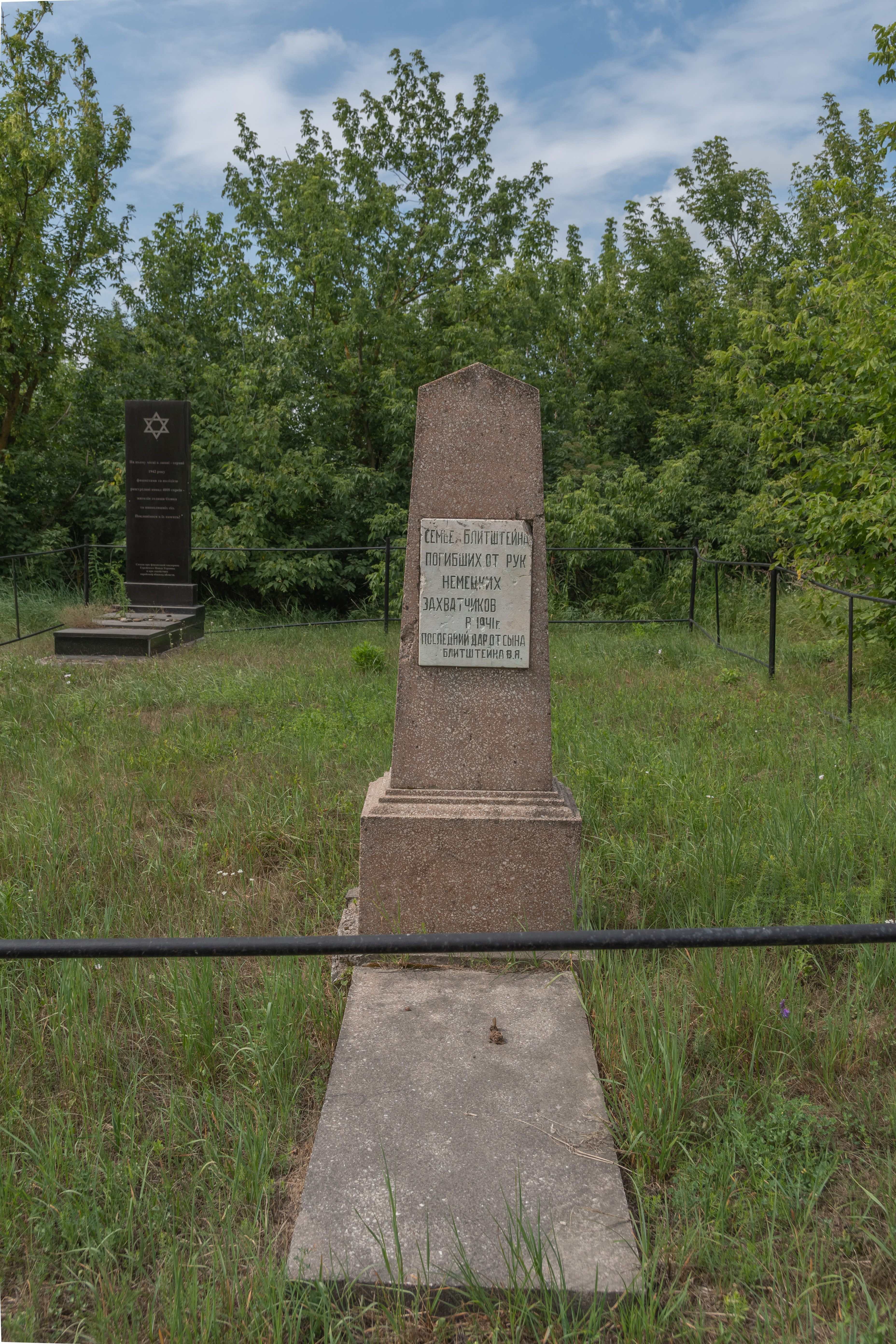
Могила розстріляних євреїв (район Торчино)
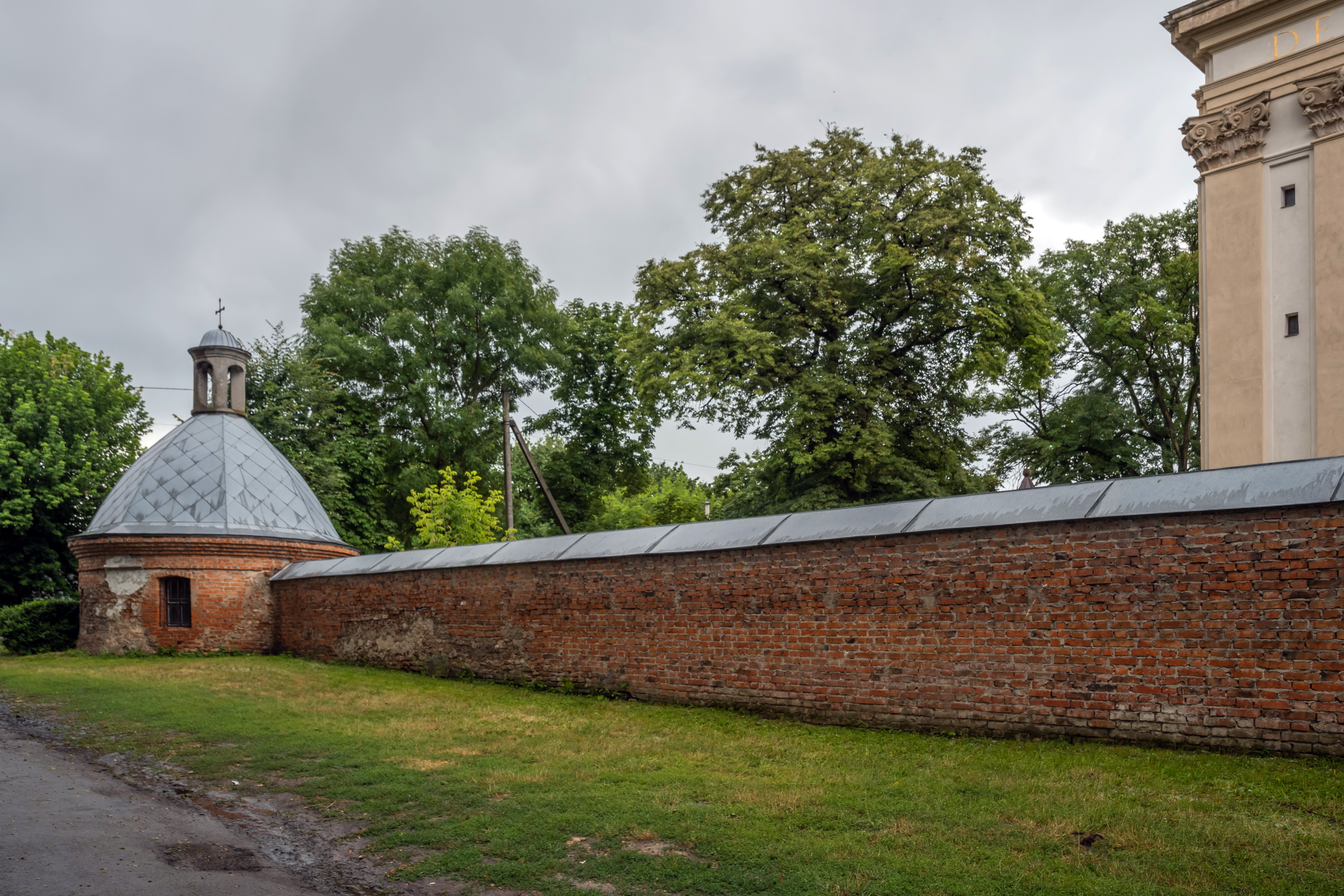
Мури з баштами та брамами - вигляд з вул. Шевченка
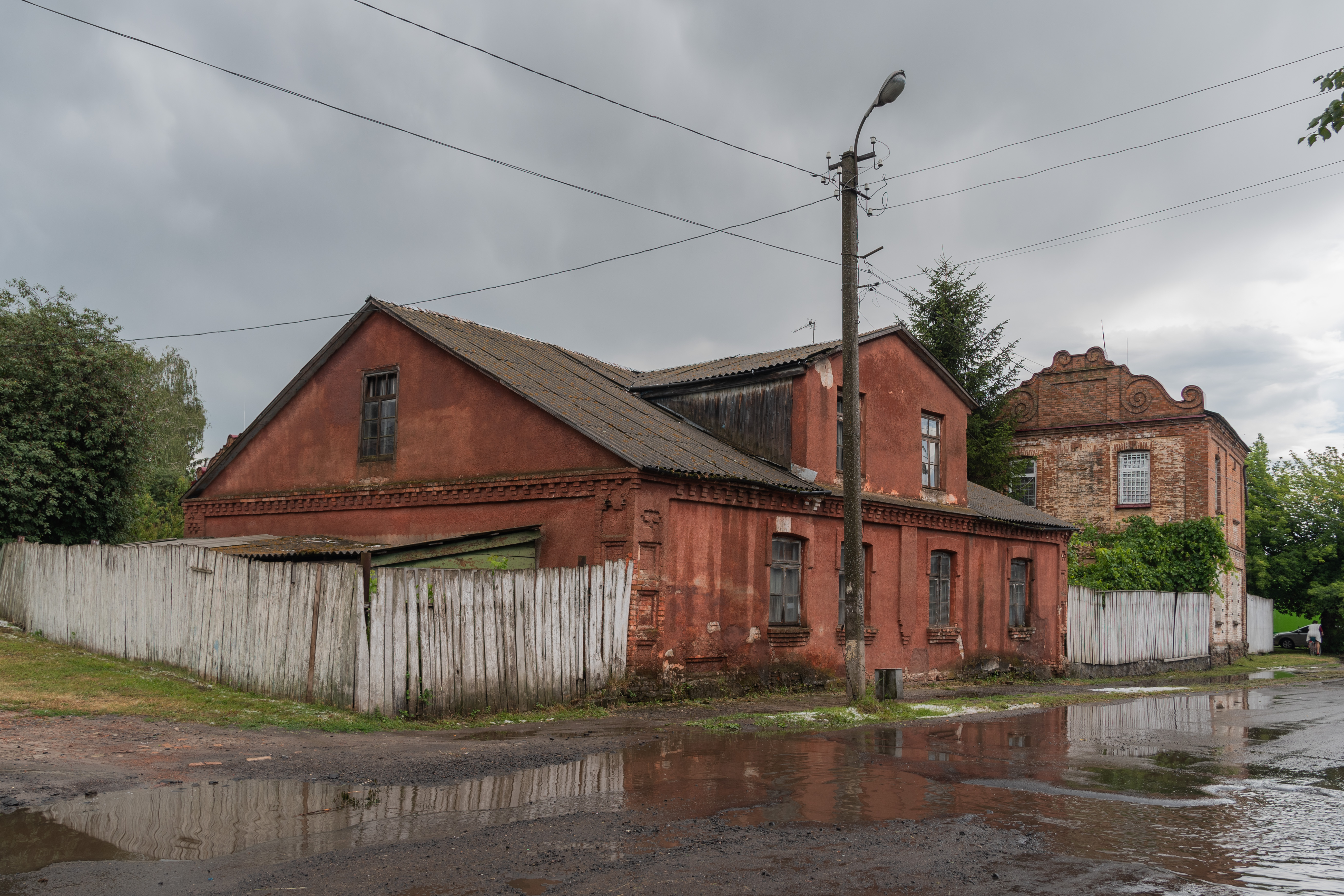
Житловий будинок (початок XX ст.) - вул. Шевченка, 3
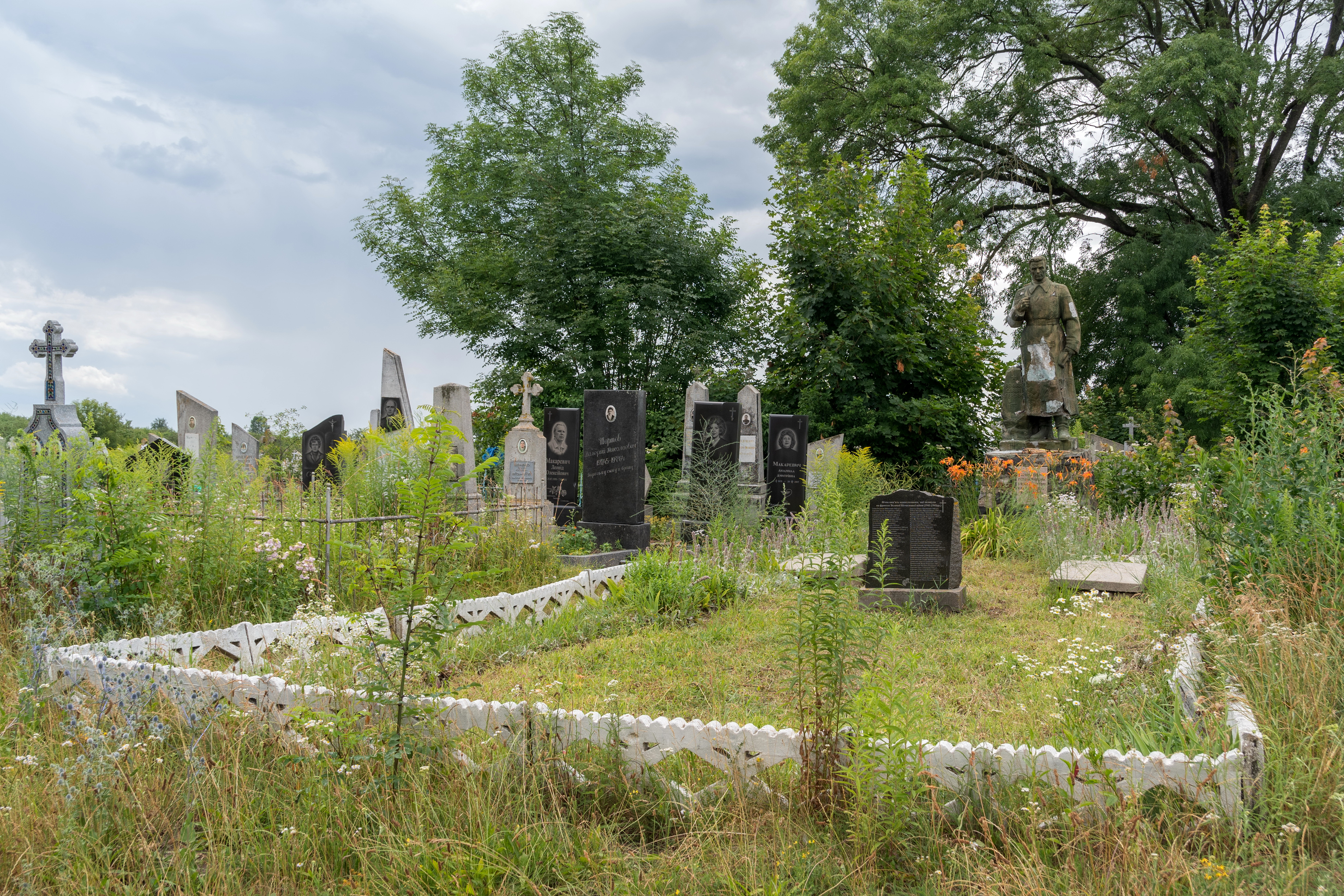
Могила братська радянських воїнів

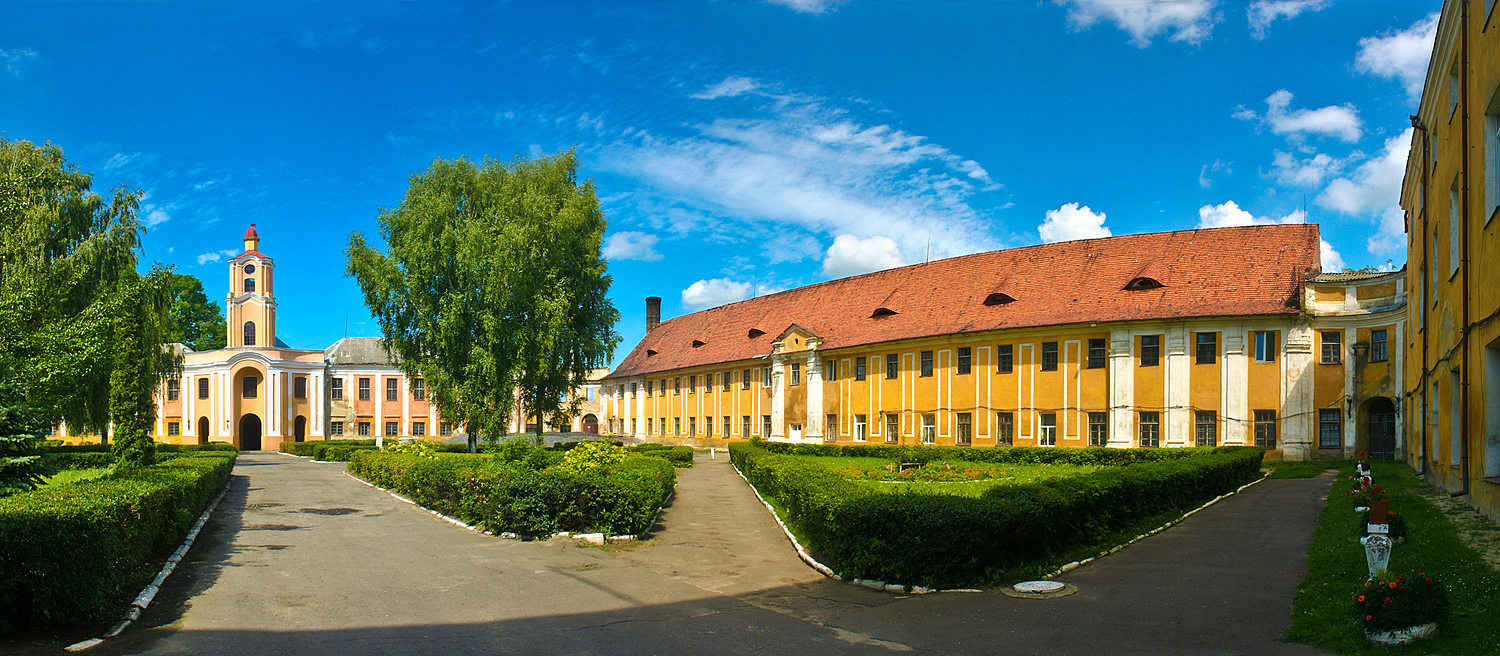
Олицький замок